# ポズナン市電
ポズナン市電（ポーランド語: Tramwaje w Poznaniu）は、ポーランドの都市・ポズナンの路面電車。高速路線のポズナン高速トラムを含めポズナン市内に大規模な路線網を有しており、2023年現在は路線バスや軽便鉄道（マルタンカ公園鉄道）と共に、ポズナン市交通局（Zarząd Transportu Miejskiego w Poznaniu、ZTM）の管理のもと、ポズナン市が所有するポズナン市交通会社（Miejskie Przedsiębiorstwo Komunikacyjne w Poznaniu Sp. z o.o.、MPK Poznań Sp. z o.o.）によって運営が行われている。

## 歴史
ポズナン市内における最初の軌道交通となったのは、1880年7月31日に開通した、ポズナン駅と旧市場広場（Starym Rynkiem）を結ぶ馬車鉄道であった。この路線は開通直後の9月以降随時路線網を拡大し、1897年時点で全長6 km・2系統の路線網が築かれていた。運営事業者については、開通当初ドイツ・ベルリンに本社を置くレイマー&マッシュ社（ Reymer & Masch）が運営していたが、開通直後の8月にポズナン馬車鉄道合資会社（Posener Pferde-Eisenbahn-Gesellschaft）が設立され、同社に運営権が移管されている。
その後、これらの馬車鉄道を最新鋭の交通機関である路面電車へ置き換える計画が立ち上がり、1896年に運営事業者はポズナン電気軌道会社（Posener Strassenbahn）へ社名を変更し、馬車鉄道は1898年3月5日をもって廃止された。そして翌日、3月6日の路面電車が開通し、以降ポズナン市内では路面電車網の大規模な拡張が続けられた。1900年代に入ると市内のみならず郊外地域にも路線網を広げ、1900年時点で全長12 km・5系統だった路線網は1913年には22 km・9系統にまで拡大した。車両については、電化当初から乗降扉がないオープンデッキの2軸車の導入が続いたが、1914年以降は乗降扉が設置された車両が営業運転に投入されている。一方、同年には運営組織がポズナン市の子会社となり、1921年に正式名称がポーランド語表記（Poznańska Kolej Elektryczna S.A.、PKE）に変更されている。

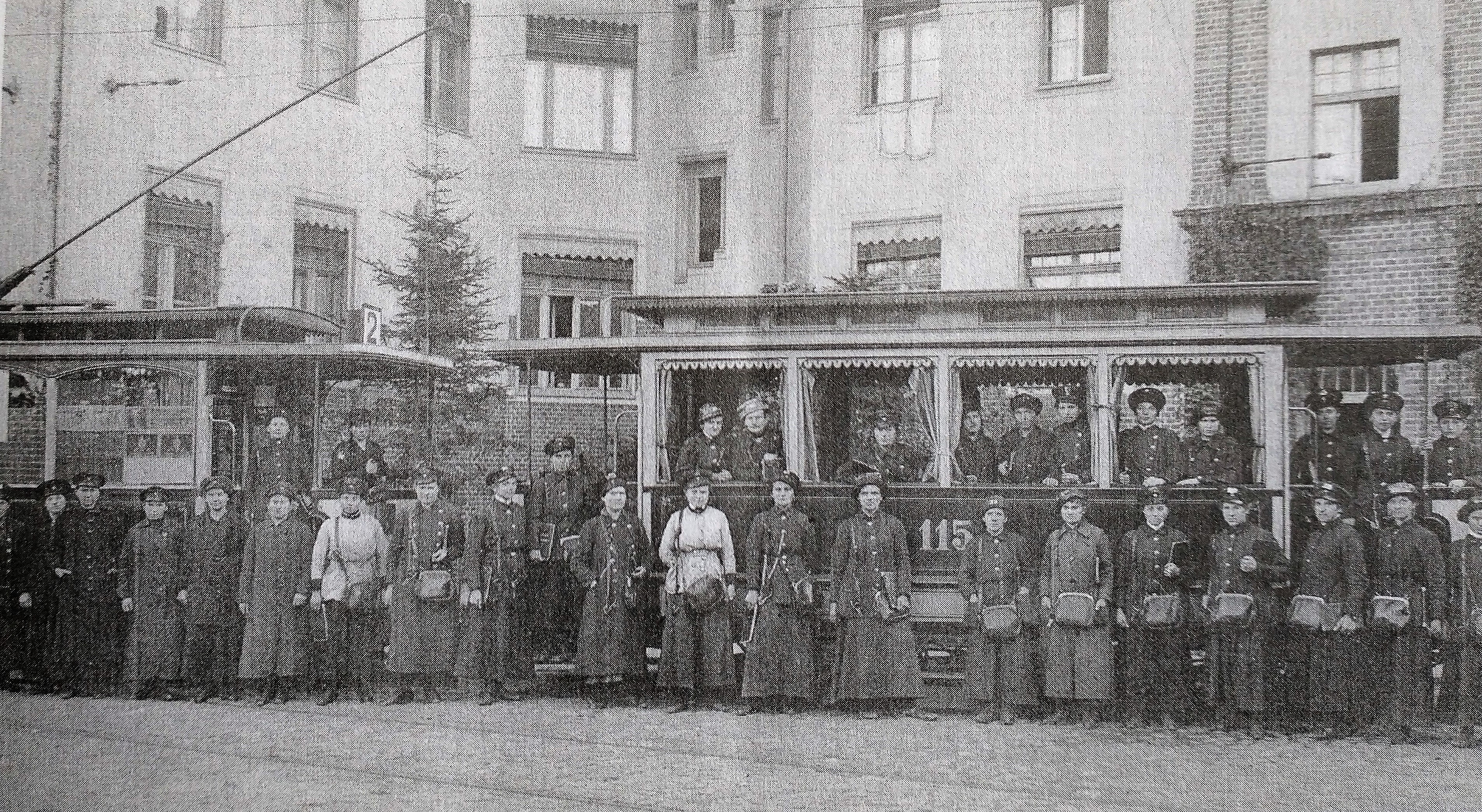
1910年代のポズナン市電（1915年撮影）

第一次世界大戦を経た1920年代後半以降、更に路線網の拡張が続いた一方で、既存の路線についても線路の移設や複線化工事が実施された。1938年の時点で営業キロ31 km・11系統の路線網となり、車両数も電動車106両・付随車67両を記録した。だが第二次世界大戦期、ナチス・ドイツの占領下に置かれたポズナン市内は戦乱に巻き込まれ、特に1945年の1月から2月にかけての戦闘では路面電車網も甚大な被害を受け、営業運転の一時休止を余儀なくされた。これらの路線の復興が始まったのは終戦直後の3月以降で、戦前の路線のほとんどが修復されたのは1947年となった。また、同年にはガーバリー（Garbary）方面の区間の新規建設も行われ、同年時点で営業キロ28 km・12系統の路線網を記録した。
その後、従来の株式会社からポズナン市の公営企業となった運営組織は、1951年に「都市交通会社（Miejskie Przedsiębiorstwo Komunikacyjne、MPK）」に社名を改めた。そして社会主義時代、公共交通機関の拡充が続く中でポズナン市電でも都市計画の進展と共に新規区間の建設が継続して実施された。特に1970年から1973年には市内を囲む環状区間が開通し、1985年にはラタジ（Rataj）の住宅団地と市内中心部を結ぶ路線の営業運転が始まっている。既存の区間についても線路の移設や複線化が継続して行われ、1979年以降ポズナン市電は全区間が複線となっている。

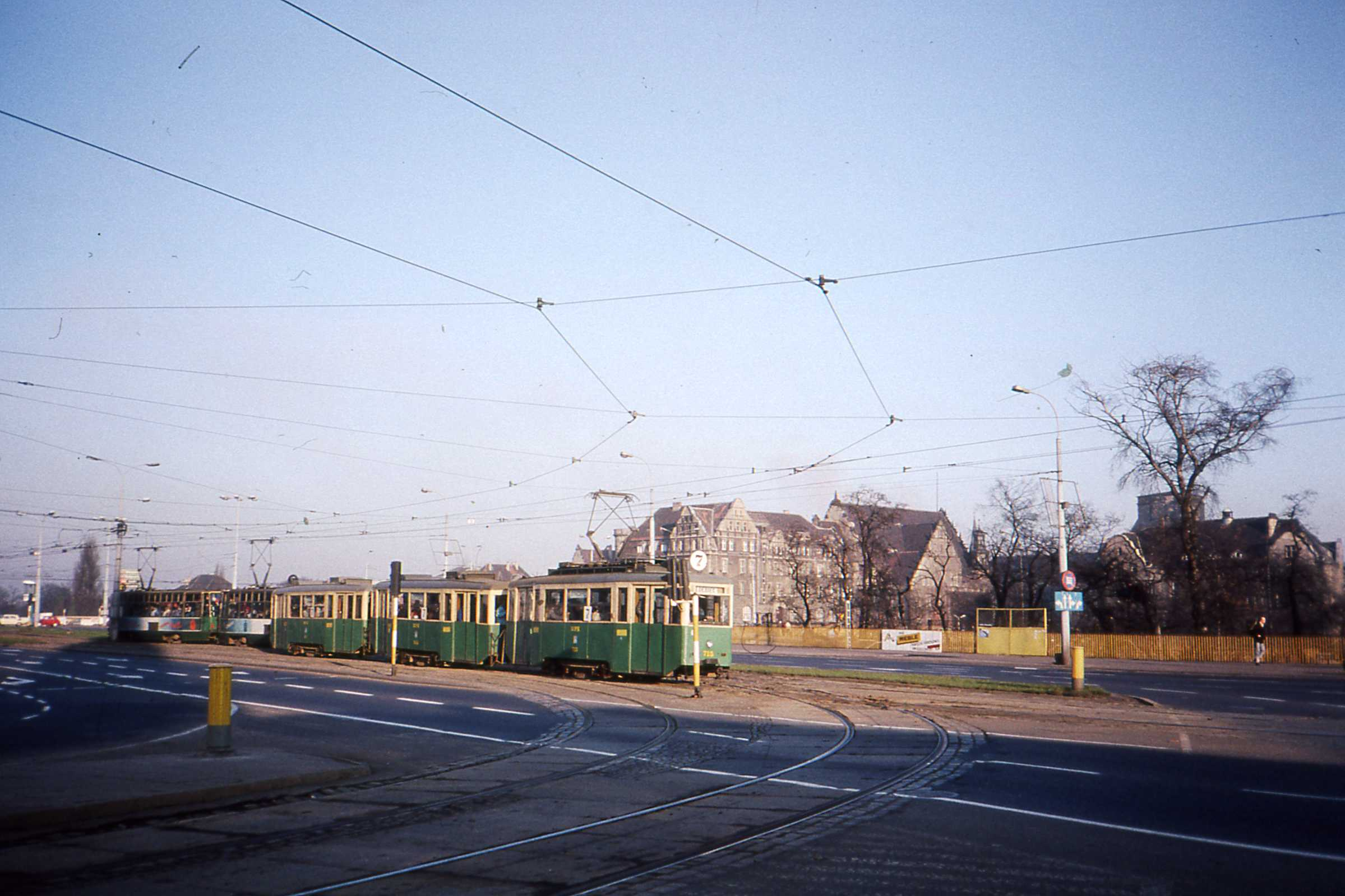
社会主義時代に導入された2軸車は1992年まで営業運転に使用された（1989年撮影）

ポーランドの民主化後もポズナン市内では路面電車（ポズナン市電）が重要な交通機関と位置付けられており、継続的な延伸や近代化が進められている。特に1997年には、全線が道路と分離されたライトレール路線のポズナン高速トラム（Poznańskim Szybkim Tramwajem）が開通し2013年には延伸も実施されている他、2012年には初となる地下区間が導入されている。2016年時点でもポズナン市電では複数の延伸計画が存在しており、その中で同年時点の優先事項として建設が行われた北部のナラモヴィツェ方面の路線は2021年から2022年にかけて順次開通している。また、後述のようにバリアフリーに適した超低床電車の導入も積極的に行われている。運営組織については、2000年にそれまでの市営企業から有限責任会社へと改められている。

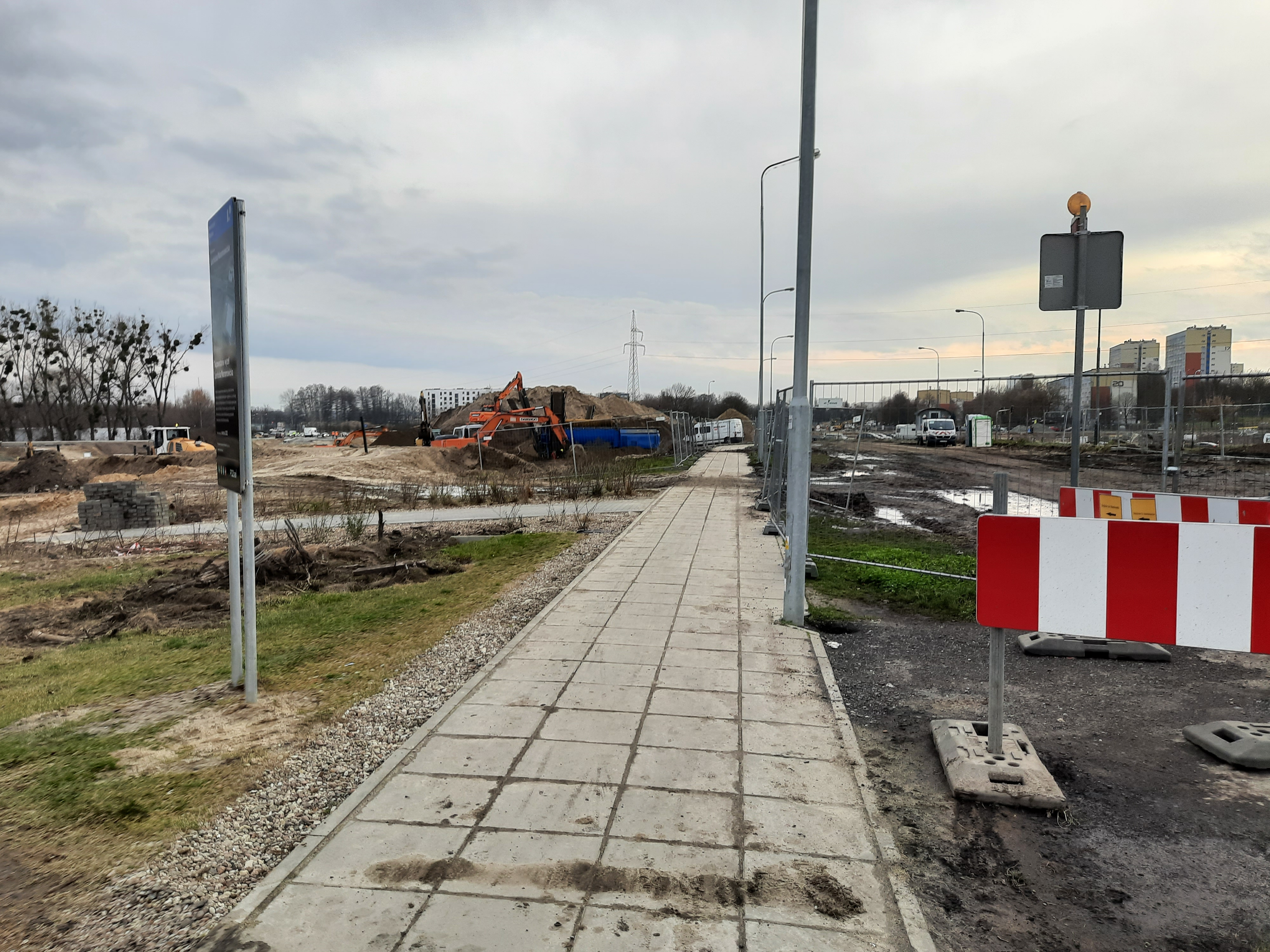
建設中のナラモヴィツェ方面の路線（2020年撮影）
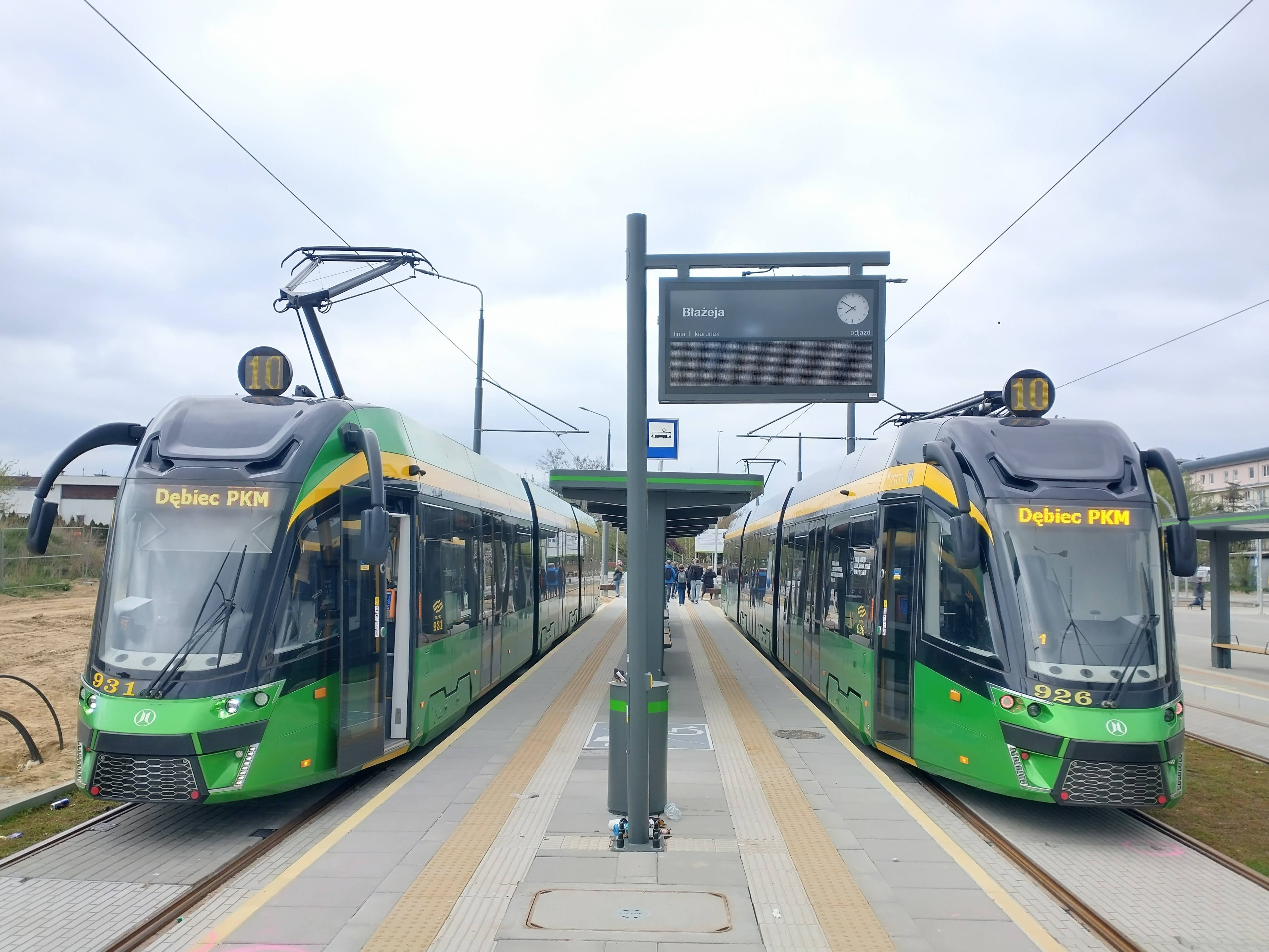
ナラモヴィツェ方面の区間は2022年に全線が開通した（2022年撮影）

## 系統

### 営業系統
2023年現在、ポズナン市電では以下の系統での営業運転が行われている。ただし、線路や施設の改修・近代化工事の状況により、一部区間の運行停止や代行バスの運用が随時行われるため注意を要する。
| 系統番号 | 起点                  | 終点                  | 備考 |
| -------- | --------------------- | --------------------- | ---- |
| 1        | Franowo               | Junikowo              |      |
| 2        | Ogrody                | Dębiec PKM            |      |
| 3        | Błażeja               | Słowiańska            |      |
| 5        | Górczyn PKM           | Unii Lubelskiej       |      |
| 6        | Junikowo              | Miłostowo             |      |
| 7        | Ogrody                | Zawady                |      |
| 8        | Ogrody                | Górczyn PKM           |      |
| 9        | Aleje Marcinkowskiego | Dębiec PKM            |      |
| 10       | Dębiec PKM            | Błażeja               |      |
| 11       | Unii Lubelskiej       | Piątkowska            |      |
| 12       | Połabska              | Starołęka PKM         |      |
| 13       | Starołęka PKM         | Aleje Marcinkowskiego |      |
| 14       | Górczyn PKM           | Piątkowska            |      |
| 15       | Połabska              | Junikowo              |      |
| 18       | Ogrody                | Franowo               |      |
| 98       | Zawady                | Pl. Wielkopolski      |      |

### 観光系統
ポズナン市電では、通常の営業運転を行う系統に加えて、動態保存されている車両を用いた観光系統の運行も実施されている。
| 系統番号 | 起点      | 終点      | 備考                                                  |
| -------- | --------- | --------- | ----------------------------------------------------- |
| 0        | Stare Zoo | Stare Zoo | 環状系統 主に4月-9月の週末(土・日曜)および祝日に運行  |
| H        | Stare Zoo | Stare Zoo | 環状系統 電化初期に導入された2軸車を使用 特定日に運行 |

## 車庫
2023年時点でポズナン市電に在籍する路面電車車両は、グウォゴフスカ車庫（Zajezdnia Głogowska）、フォルテクズナ車庫（Zajezdnia Forteczna）、フラノウォ車庫（Zajezdnia Franowo）の3箇所に配置されている。また、2014年まで操業していたマダリンスキ車庫（Zajezdnia Madalińskiego）については路面電車博物館として再建される計画が存在する。

車庫の外見
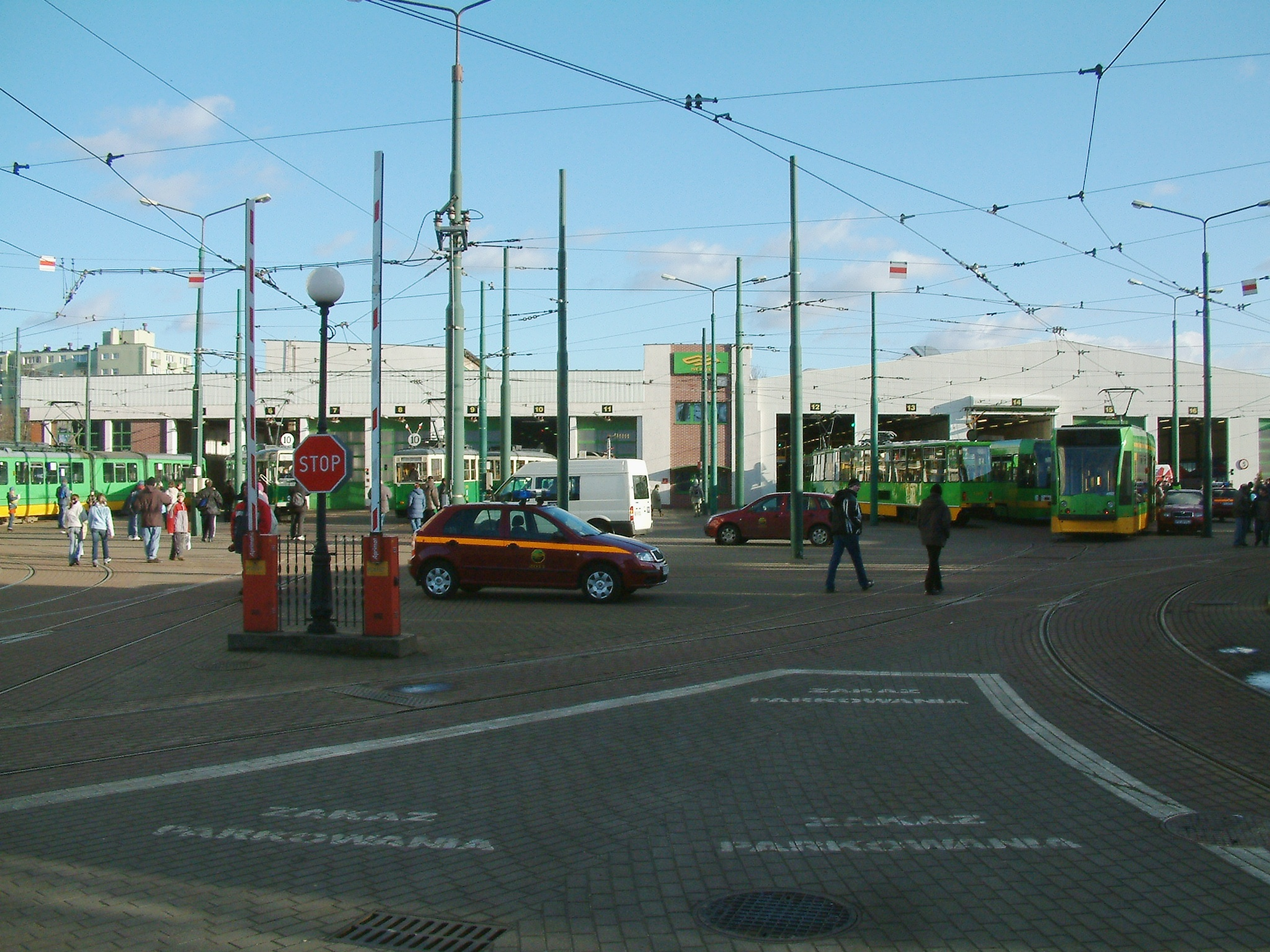
グウォゴフスカ車庫（2007年撮影）
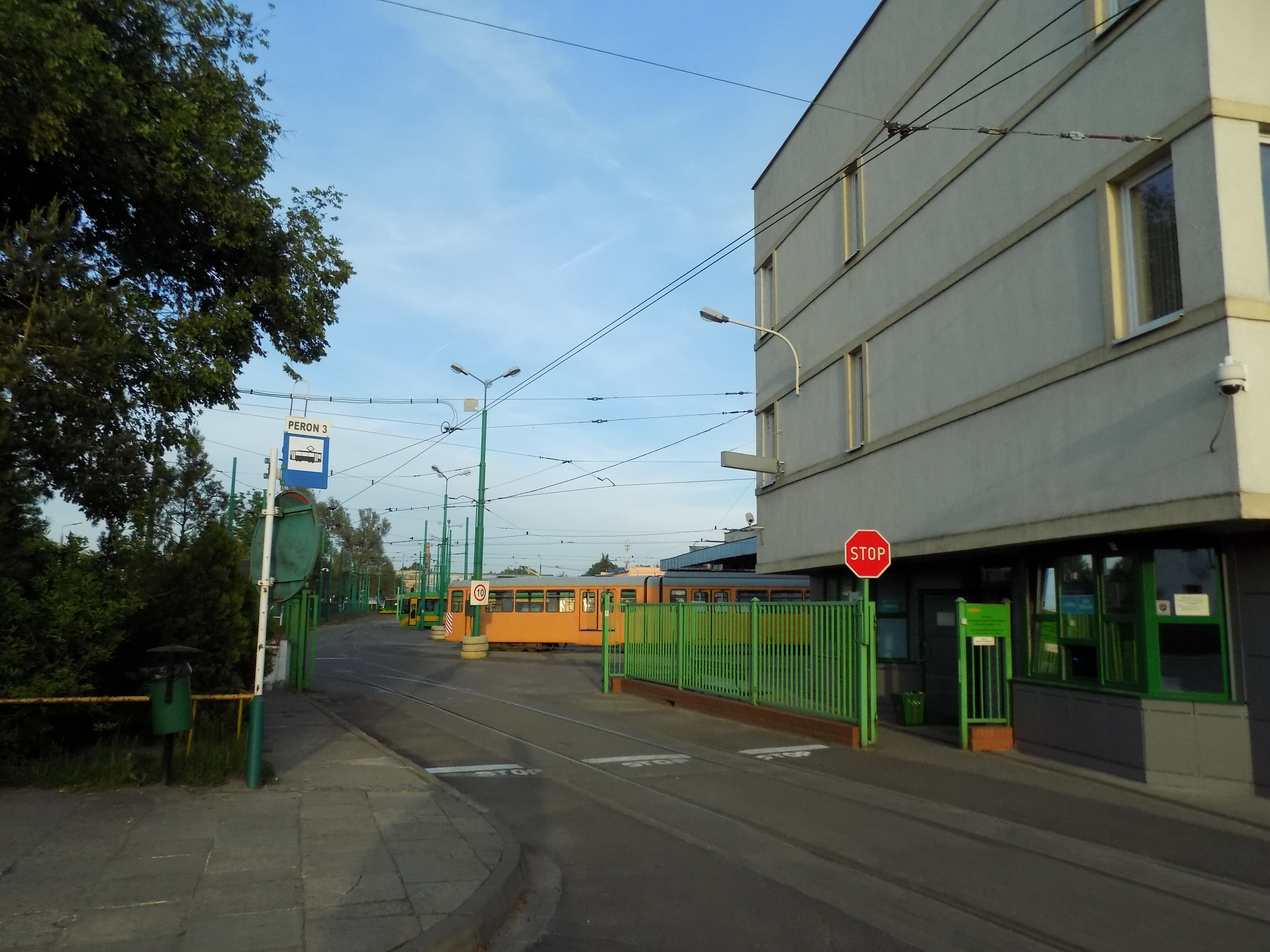
フォルテクズナ車庫（2016年撮影）
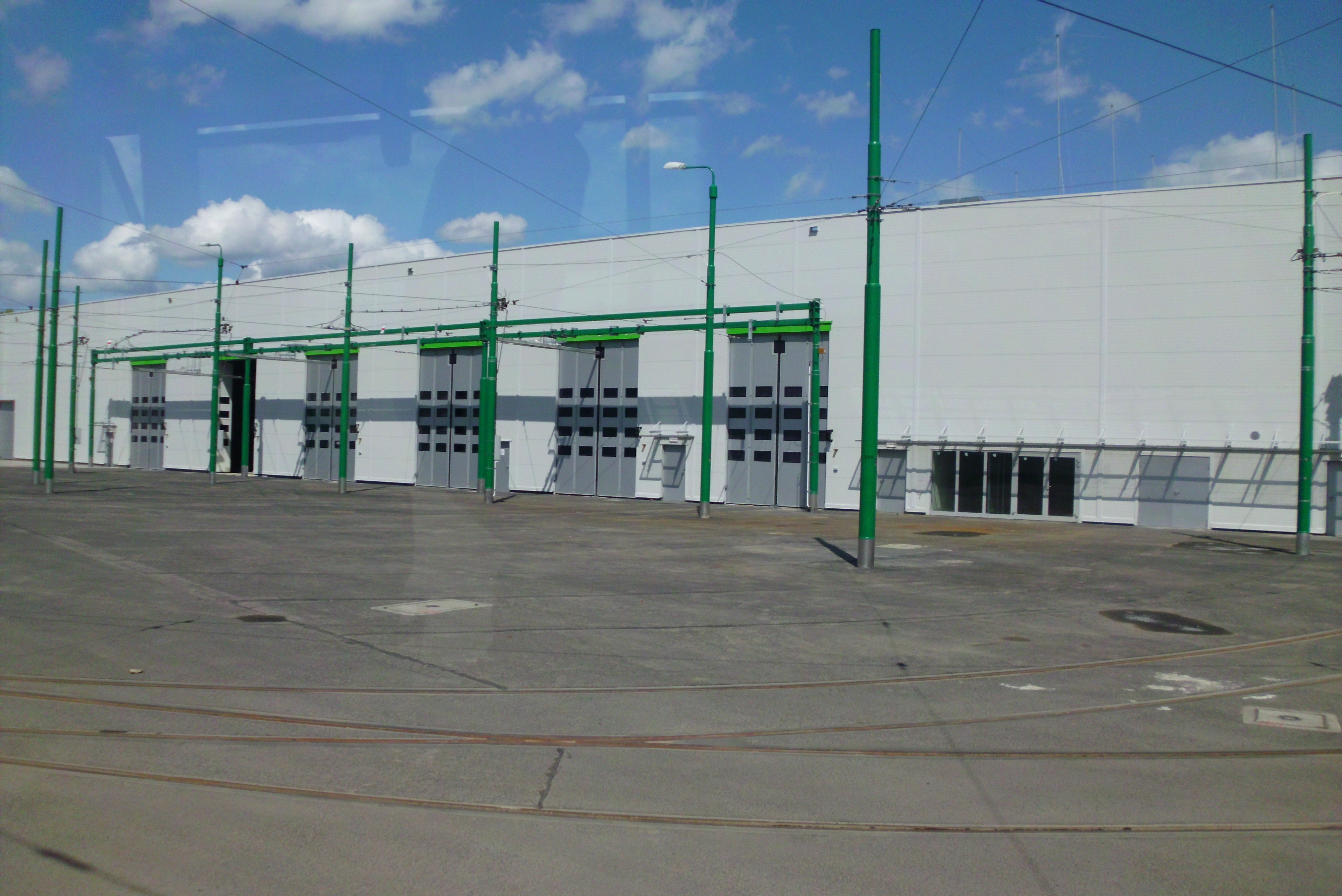
フラノウォ車庫（2014年撮影）
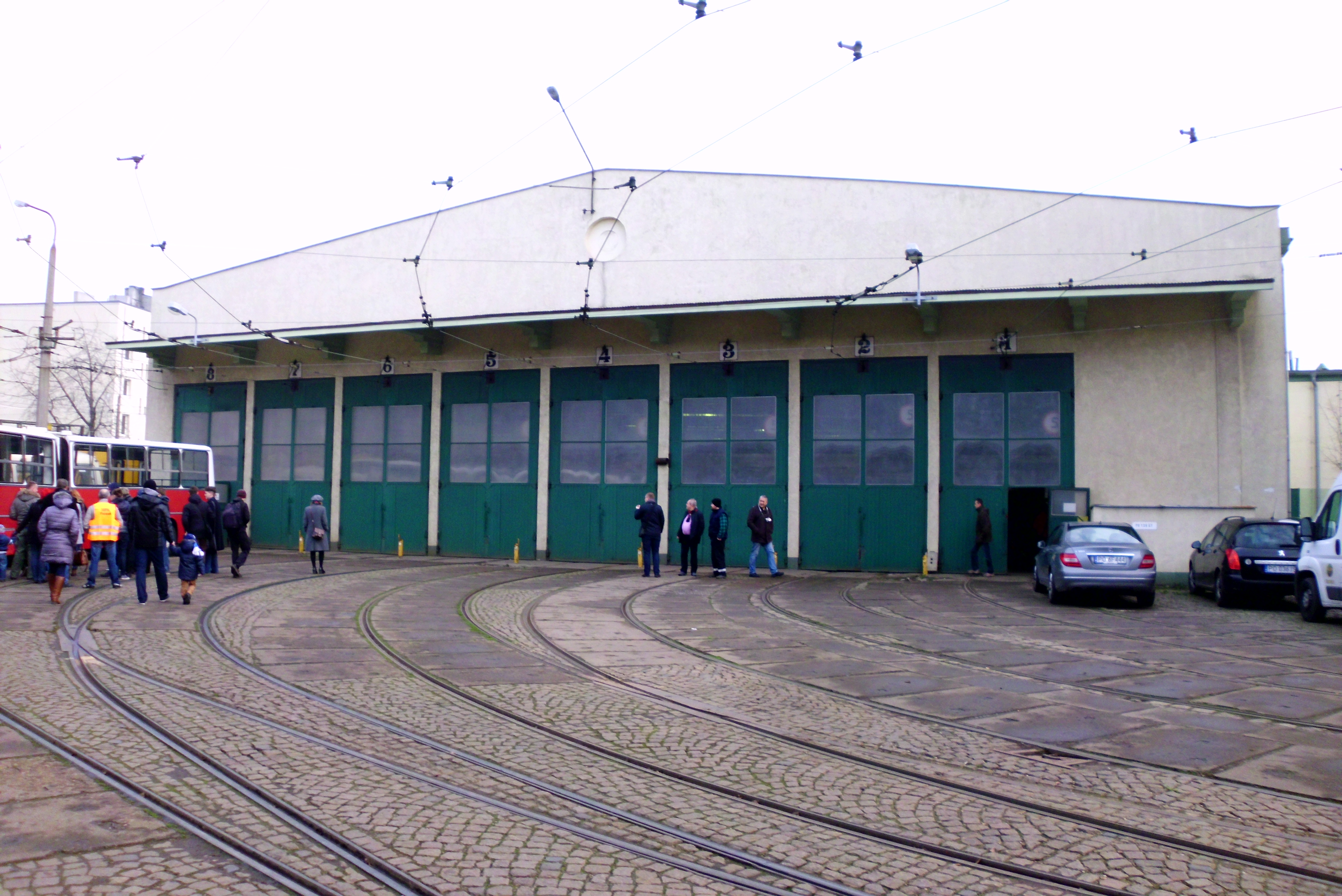
マダリンスキ車庫（2014年撮影）

配線図
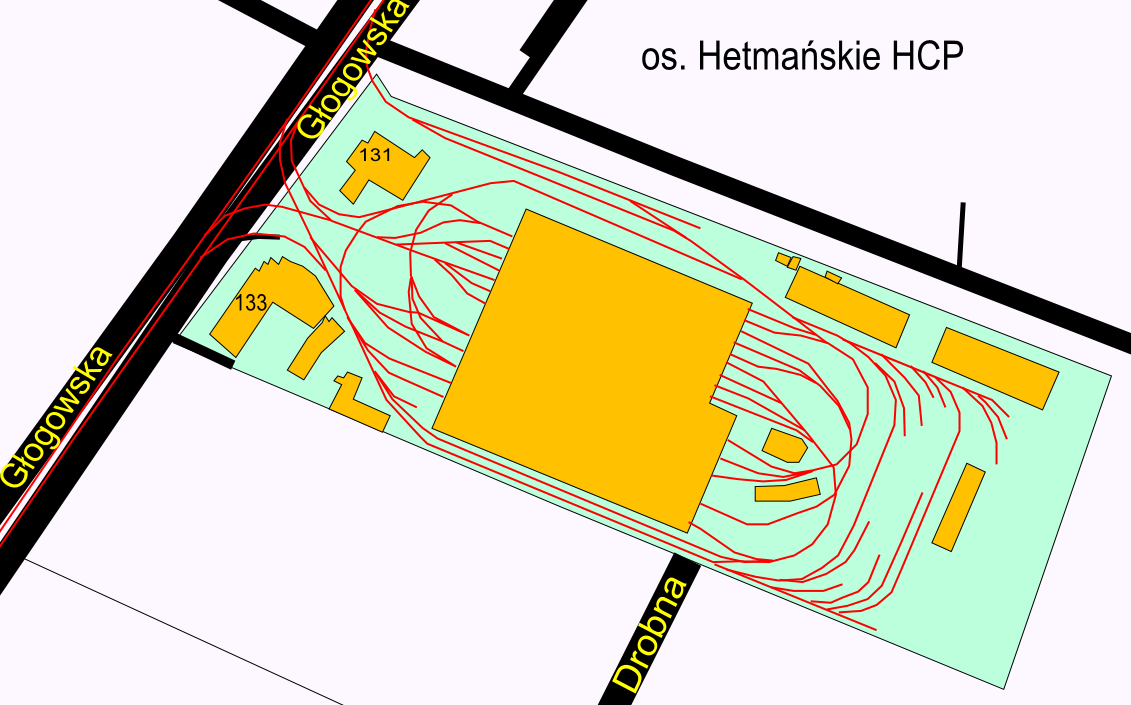
グウォゴフスカ車庫
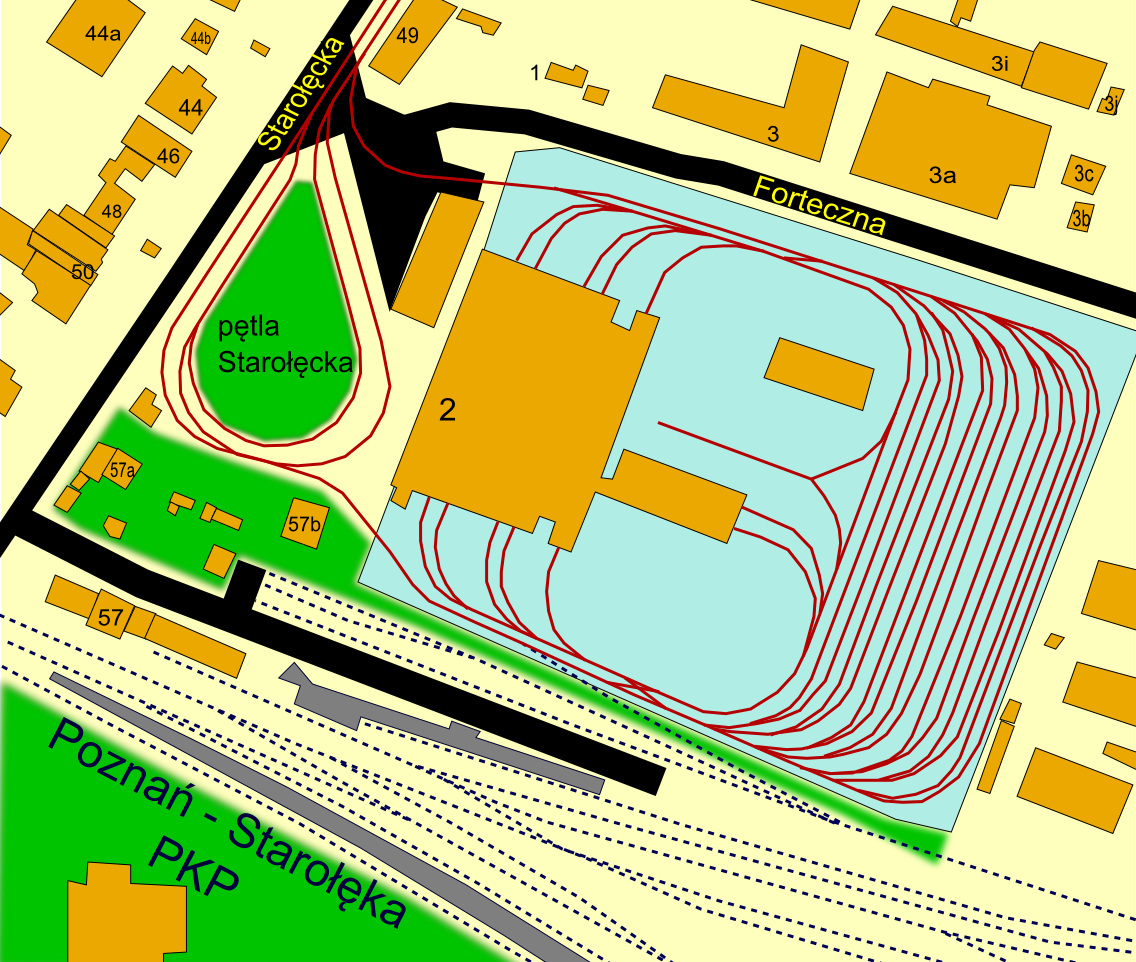
フォルテクズナ車庫
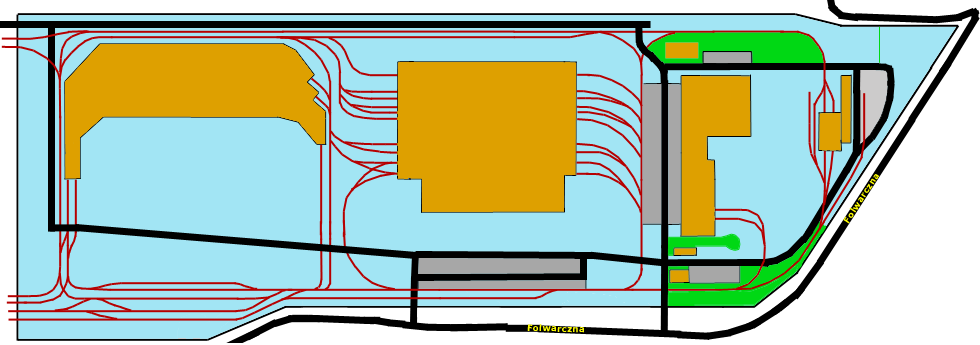
フラノウォ車庫

## 車両

### 営業用車両

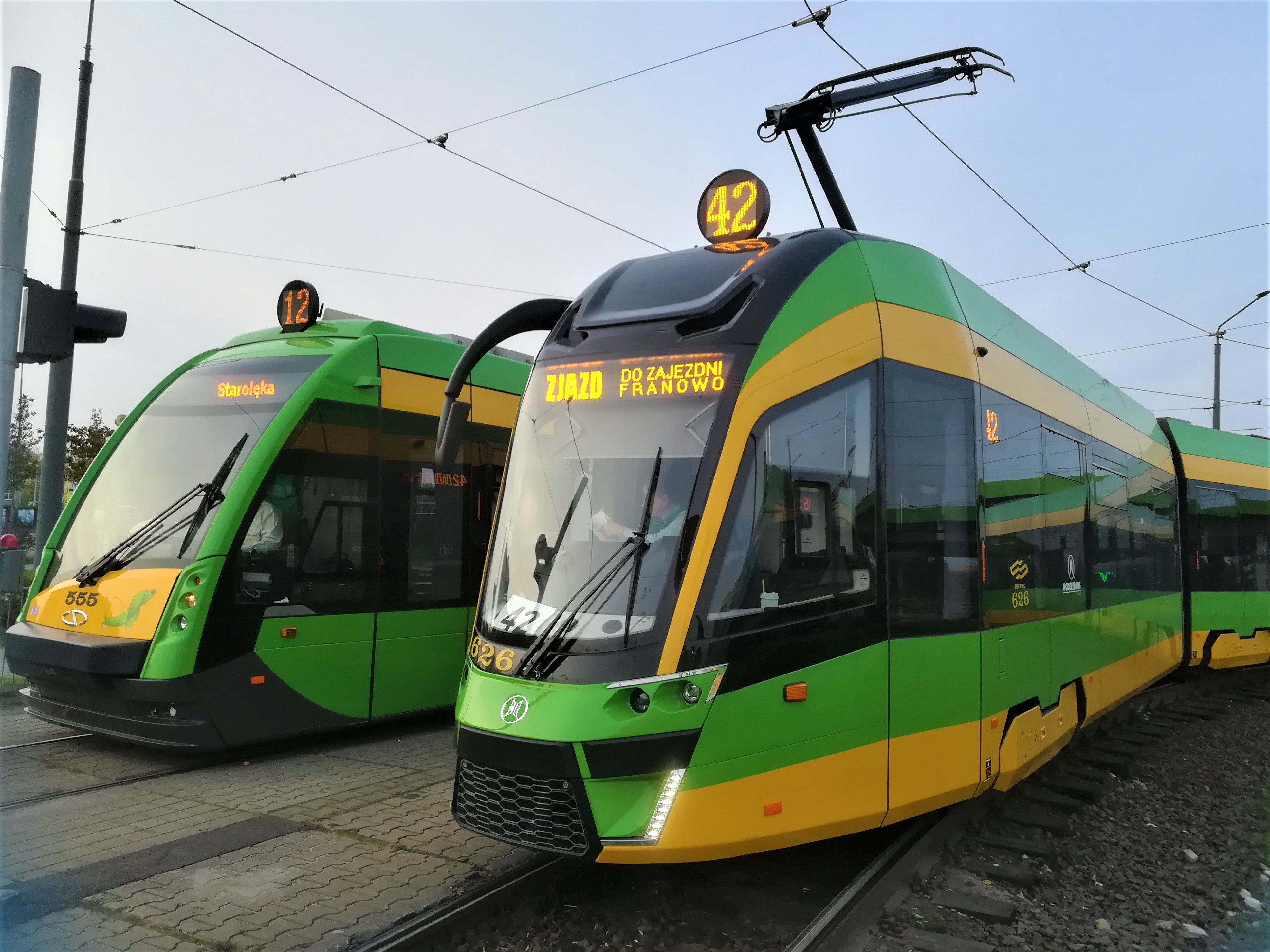
ポズナン市電の超低床電車
左：トラミーノ
右：モデルス・ガンマ
（2019年撮影）

2023年現在、ポズナン市電には以下の車両が営業用に使用されている。社会主義時代のポーランド国産車両の大量導入を経て民主化後の1990年代初頭からはドイツやオランダの各都市で廃車された車両を用いた近代化が実施された一方、同年代中盤からはバリアフリーに適した超低床電車の導入も積極的に行われている。特に2000年代からは、ポズナン市交通会社の子会社を発展する形で設立されたモダトランス（Modertrans）製の電車が、既存の車両の更新事例を含めて多数導入されている。
下記の車両に加え、105Naが2両、モデルス・ベータ（MF02AC）が1両、教習用車両として在籍している他、トラミーノの試作車であるS100の大規模な近代化工事が2023年時点で進行中である。また、2025年以降は30両の両運転台車両（モデルス・ガンマ）の導入およびボン市電（ドイツ：ボン）で廃車が進んでいる部分超低床電車のR1.1形（両運転台）24両の譲受が予定されており、バリアフリーに適さない高床式旧型車両の置き換えや運用上の柔軟さに長けた両運転台車両の拡充が行われる事になっている。
| 形式               | 形式             | 車種        | 運転台   | 両数 | 備考                                            |
| ------------------ | ---------------- | ----------- | -------- | ---- | ----------------------------------------------- |
| コンスタル105Na    | 105Na            | ボギー車    | 片運転台 | 50両 | 2両編成で使用                                   |
| コンスタル105Na    | 105NaDK          | ボギー車    | 片運転台 | 2両  | 2両編成で使用 編成の両側に運転台を設置          |
| モデルス・アルファ | HF04AC           | ボギー車    | 片運転台 | 4両  | 2両編成で使用                                   |
| モデルス・アルファ | HF07             | ボギー車    | 片運転台 | 36両 | 2両編成で使用                                   |
| コンビーノ         | コンビーノ       | 5車体連接車 | 片運転台 | 14両 | 超低床電車                                      |
| トラミーノ         | S100             | 5車体連接車 | 片運転台 | 1両  | 超低床電車、試作車 運用離脱、近代化工事が進行中 |
| トラミーノ         | S105p            | 5車体連接車 | 片運転台 | 45両 | 超低床電車                                      |
| GT8ZR              | GT8ZR            | 3車体連接車 | 両運転台 | 3両  | フランクフルト市電からの譲渡車両                |
| タトラRT6 MF06AC   | タトラRT6 MF06AC | 3車体連接車 | 片運転台 | 16両 | 部分超低床電車                                  |
| モデルス・ベータ   | MF02AC           | 3車体連接車 | 片運転台 | 23両 | 部分超低床電車                                  |
| モデルス・ベータ   | MF20AC           | 3車体連接車 | 片運転台 | 20両 | 部分超低床電車                                  |
| モデルス・ベータ   | MF22ACBD         | 3車体連接車 | 両運転台 | 10両 | 部分超低床電車                                  |
| モデルス・ガンマ   | LF01AC           | 5車体連接車 | 片運転台 | 1両  | 超低床電車、試作車 リース車両                   |
| モデルス・ガンマ   | LF02AC           | 3車体連接車 | 片運転台 | 30両 | 超低床電車                                      |
| モデルス・ガンマ   | LF03ACBD         | 3車体連接車 | 両運転台 | 20両 | 超低床電車                                      |

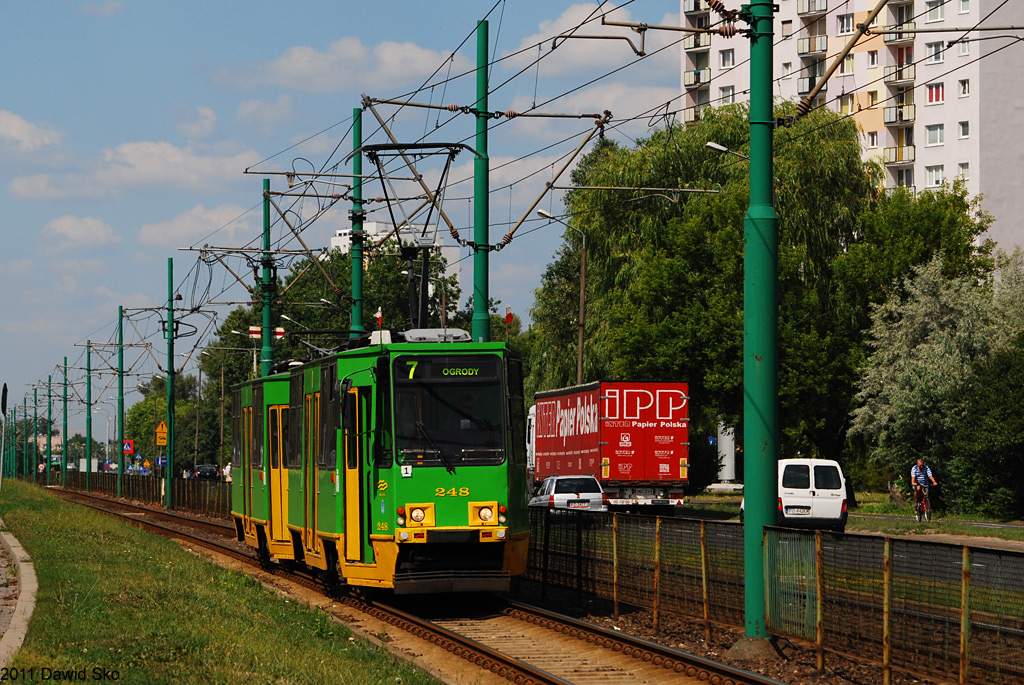
105Na （2012年撮影）
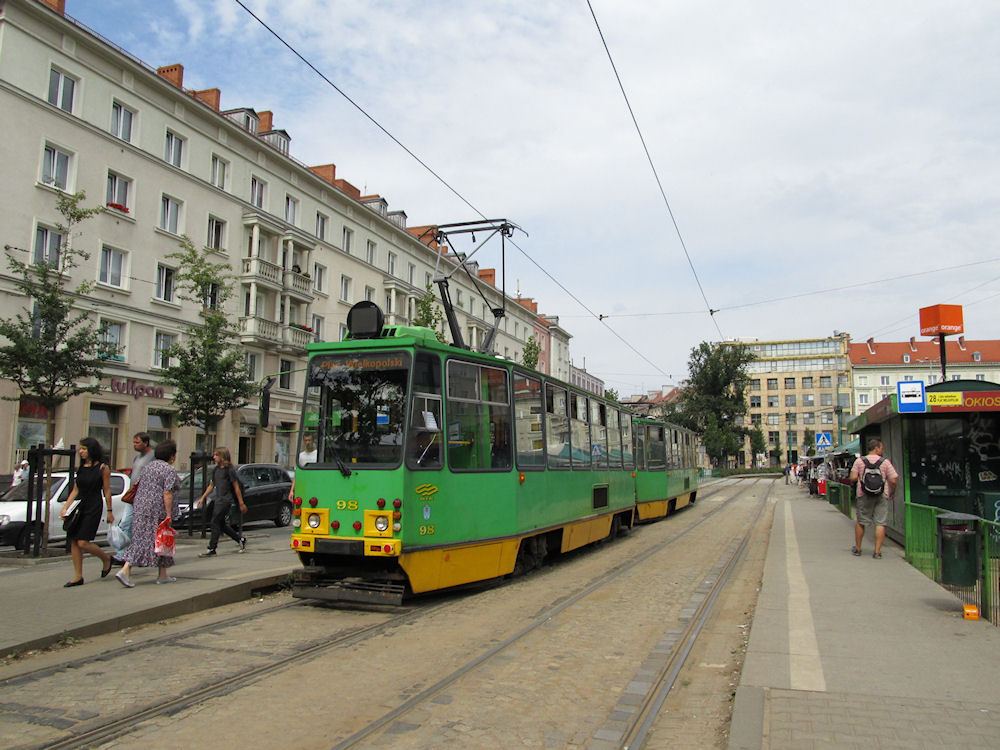
105NaDK （2011年撮影）
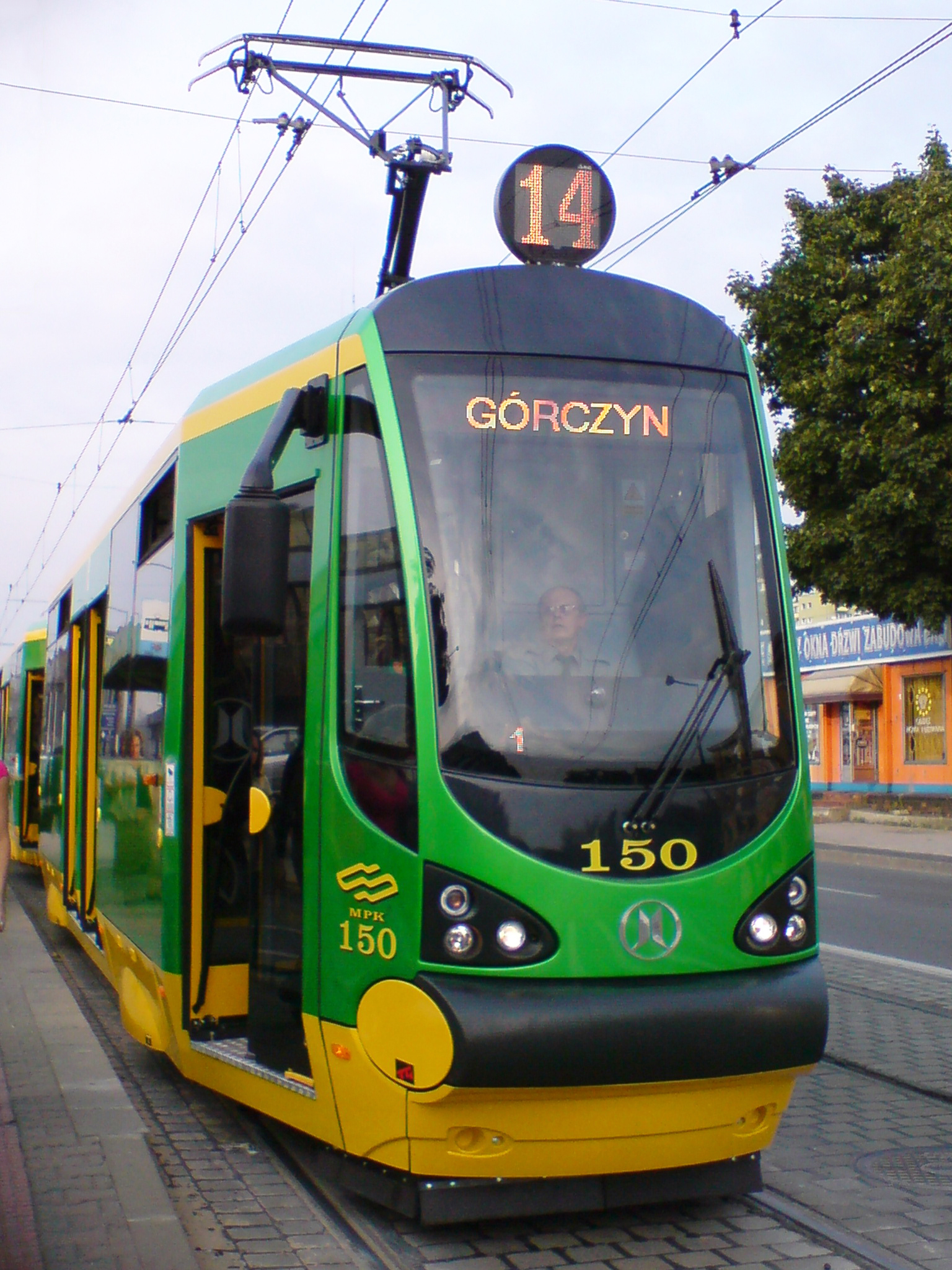
モデルス・アルファ（HF04AC） （2008年撮影）
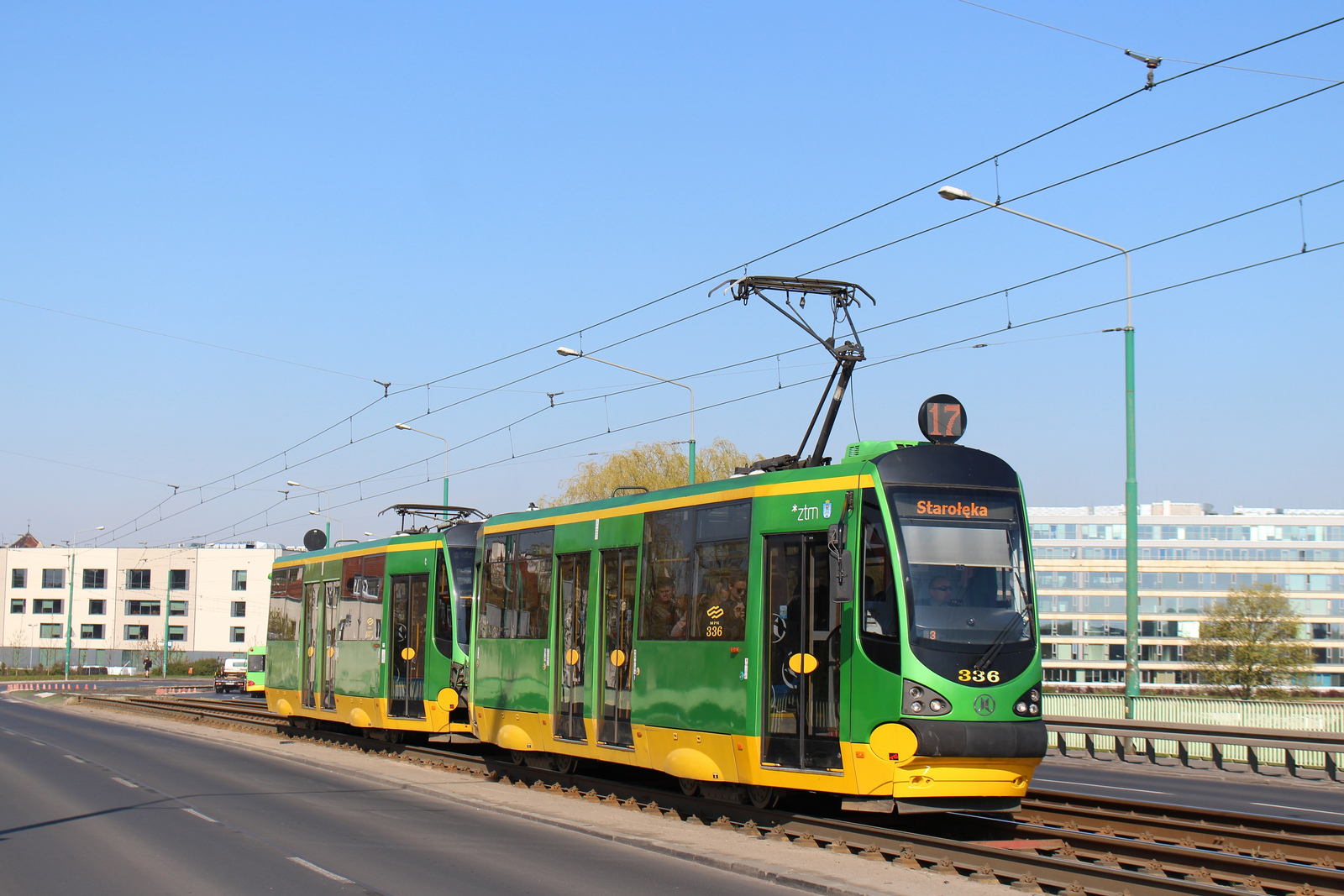
モデルス・アルファ（HF07） （2016年撮影）
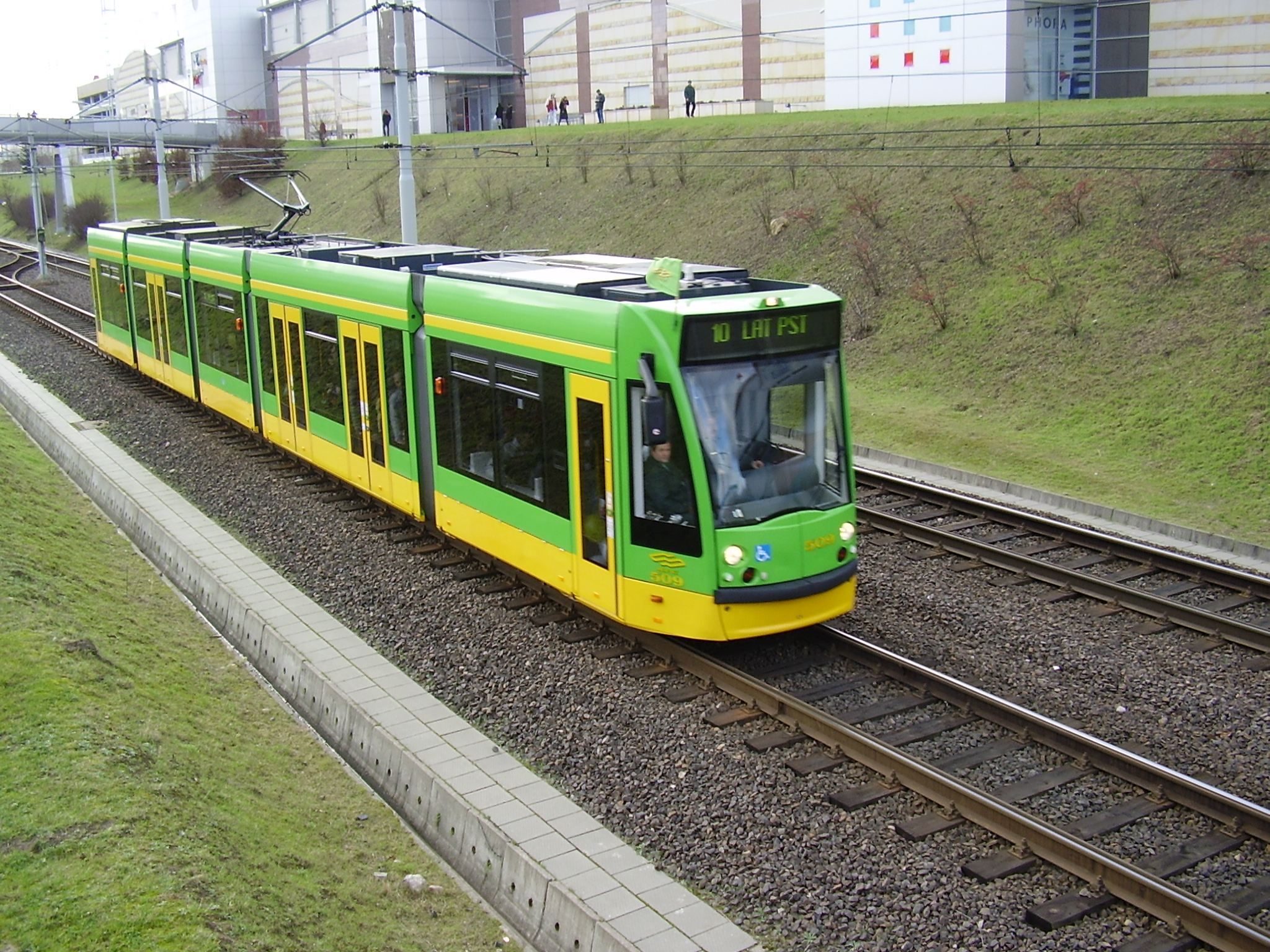
コンビーノ （2007年撮影）
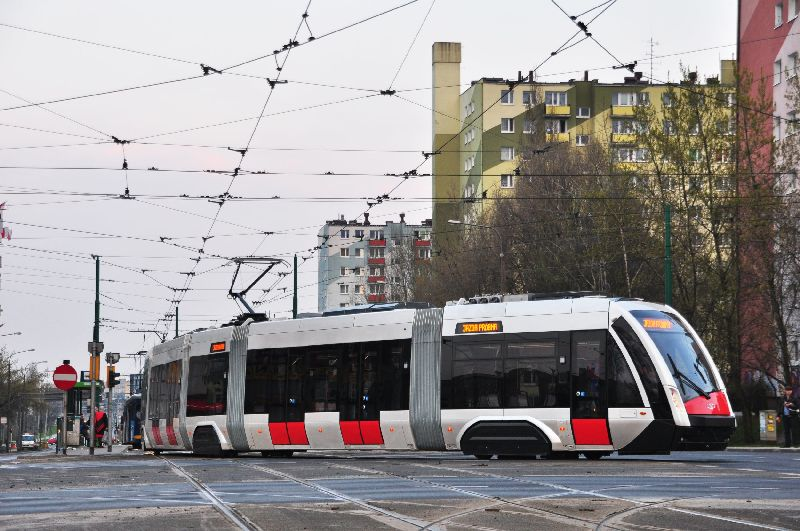
トラミーノ（S100） （2010年撮影）
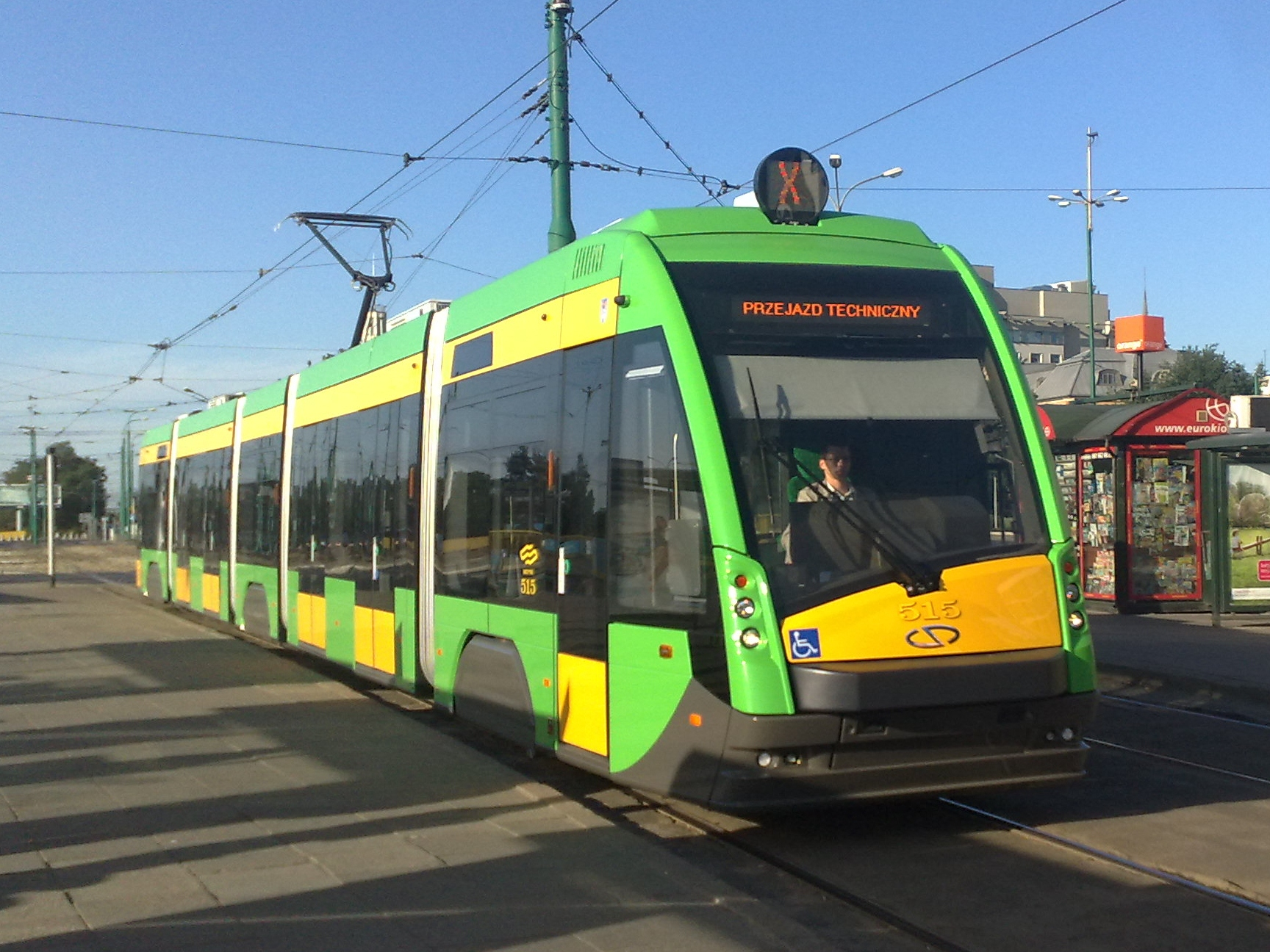
トラミーノ（S105p） （2011年撮影）
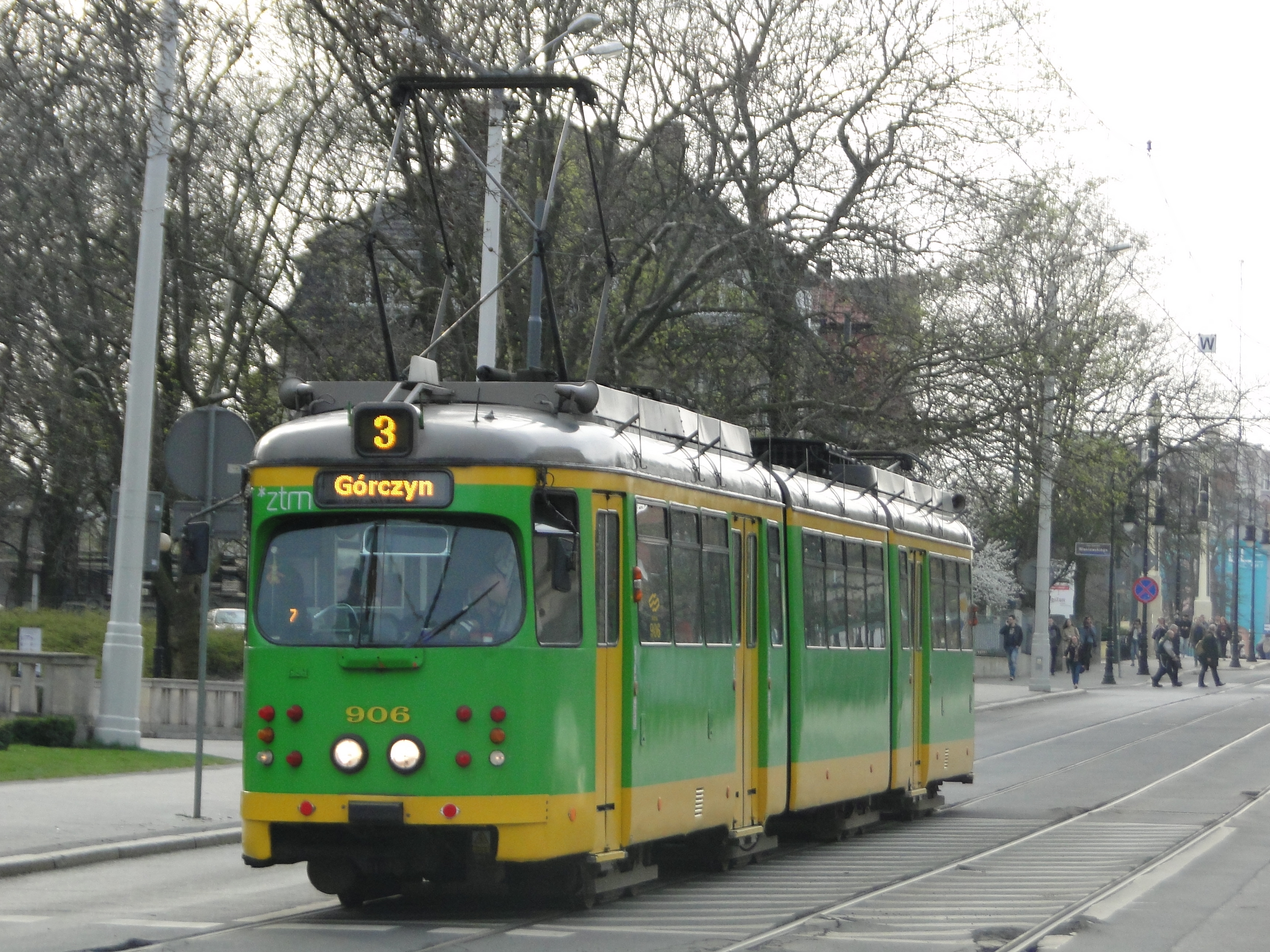
GT8ZR （2016年撮影）
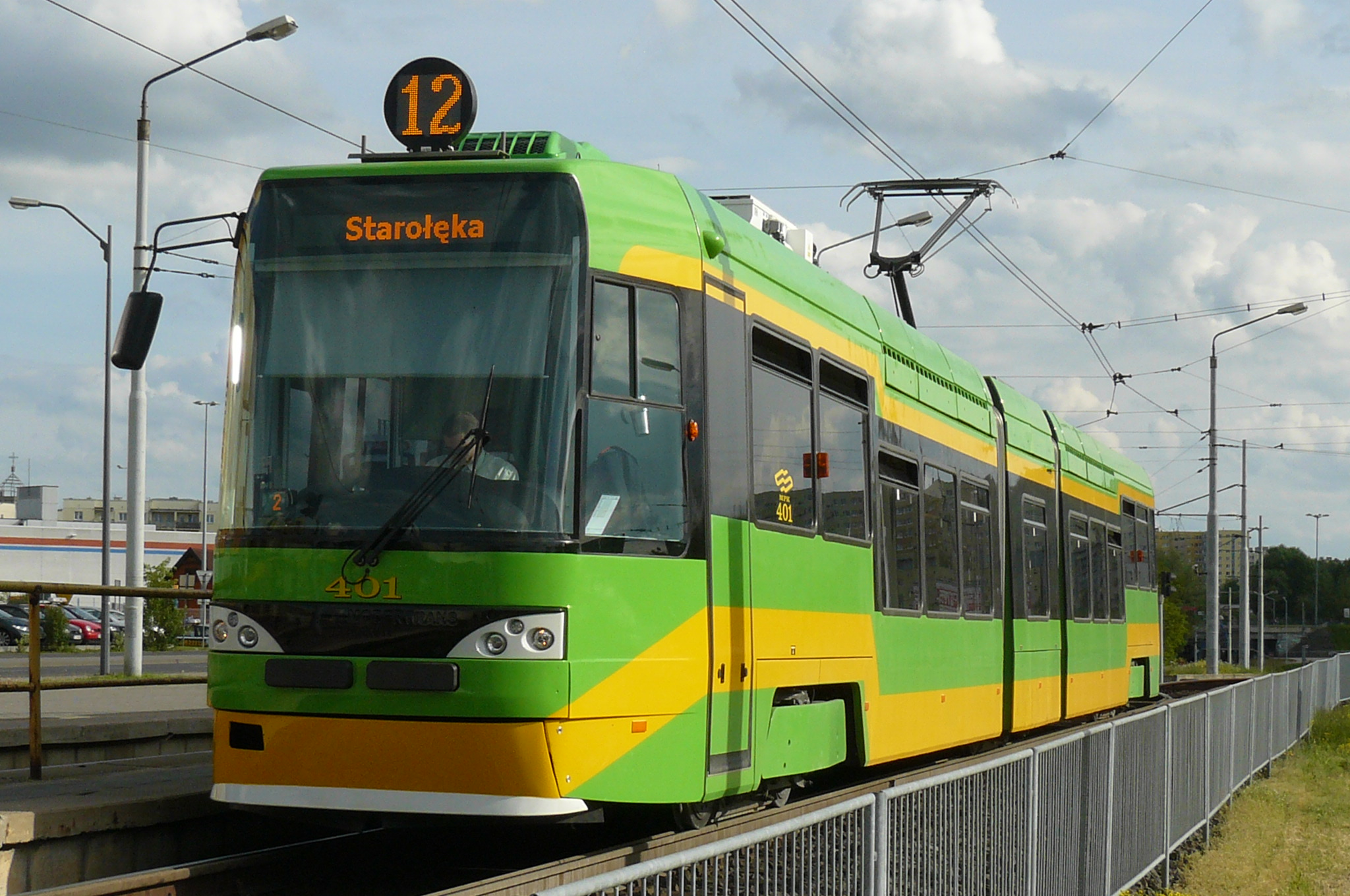
タトラRT6 MF06AC （2014年撮影）
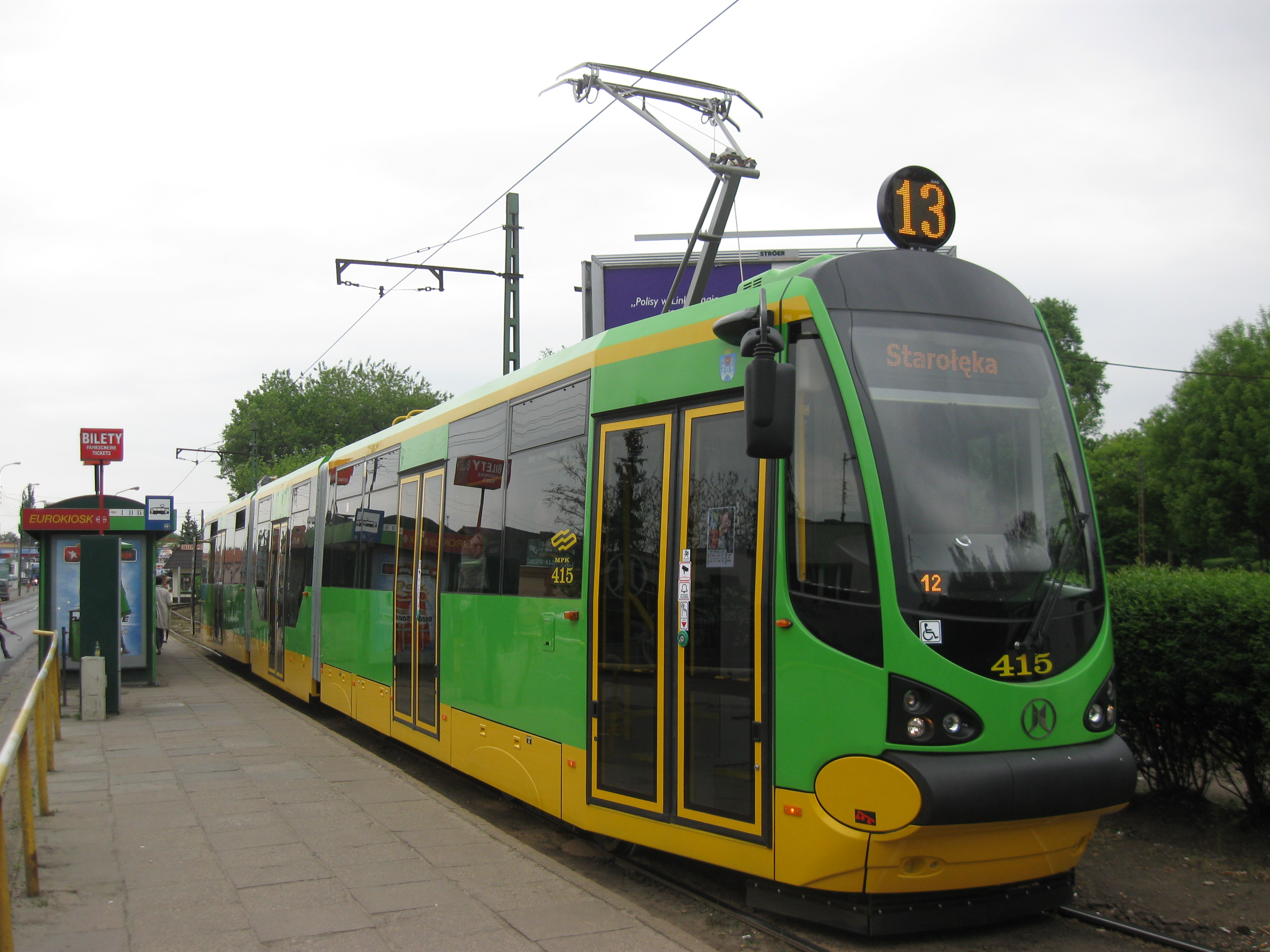
モデルス・ベータ（MF02AC） （2011年撮影）
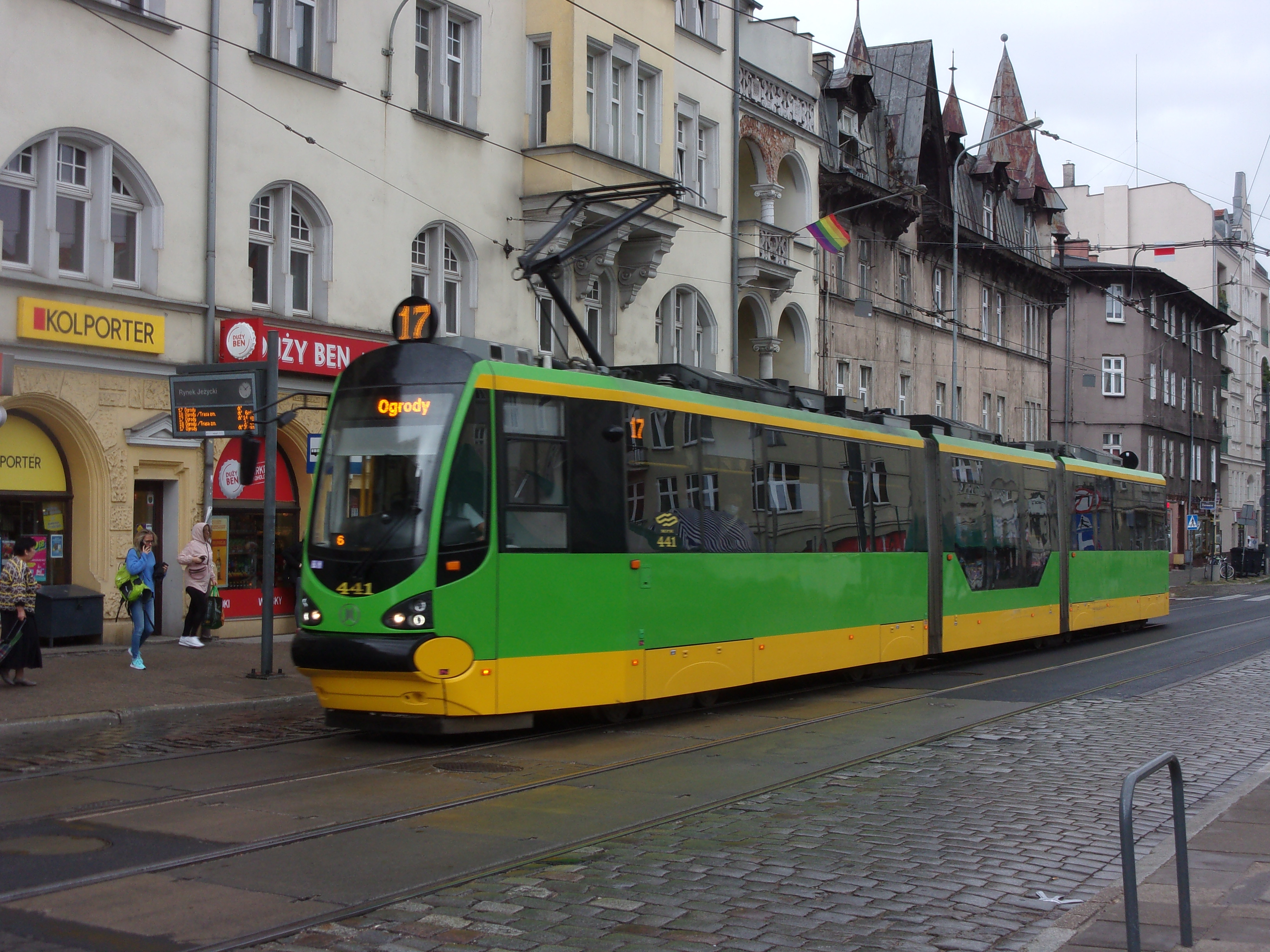
モデルス・ベータ（MF20AC） （2022年撮影）
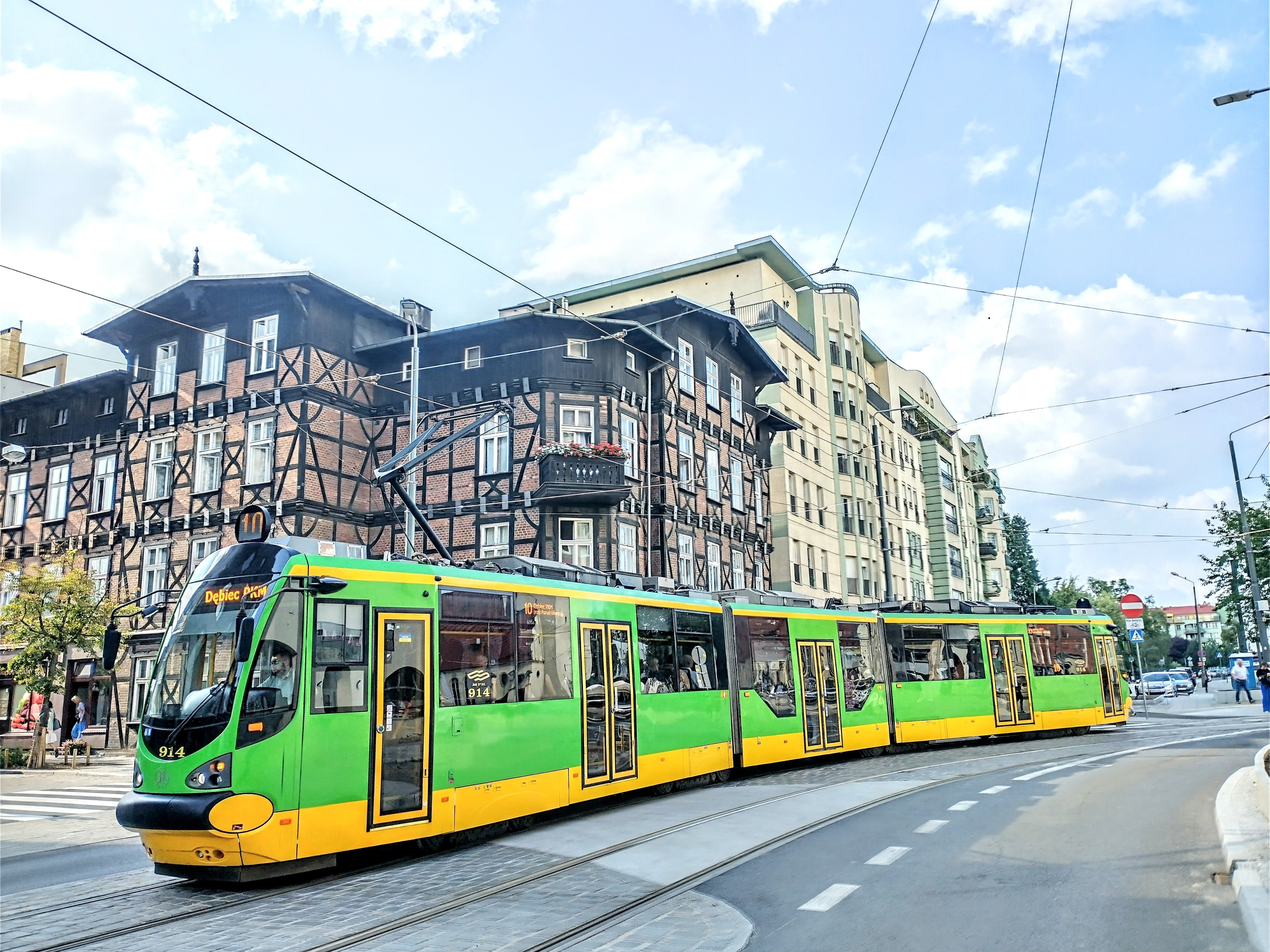
モデルス・ベータ（MF22ACBD） （2022年撮影）
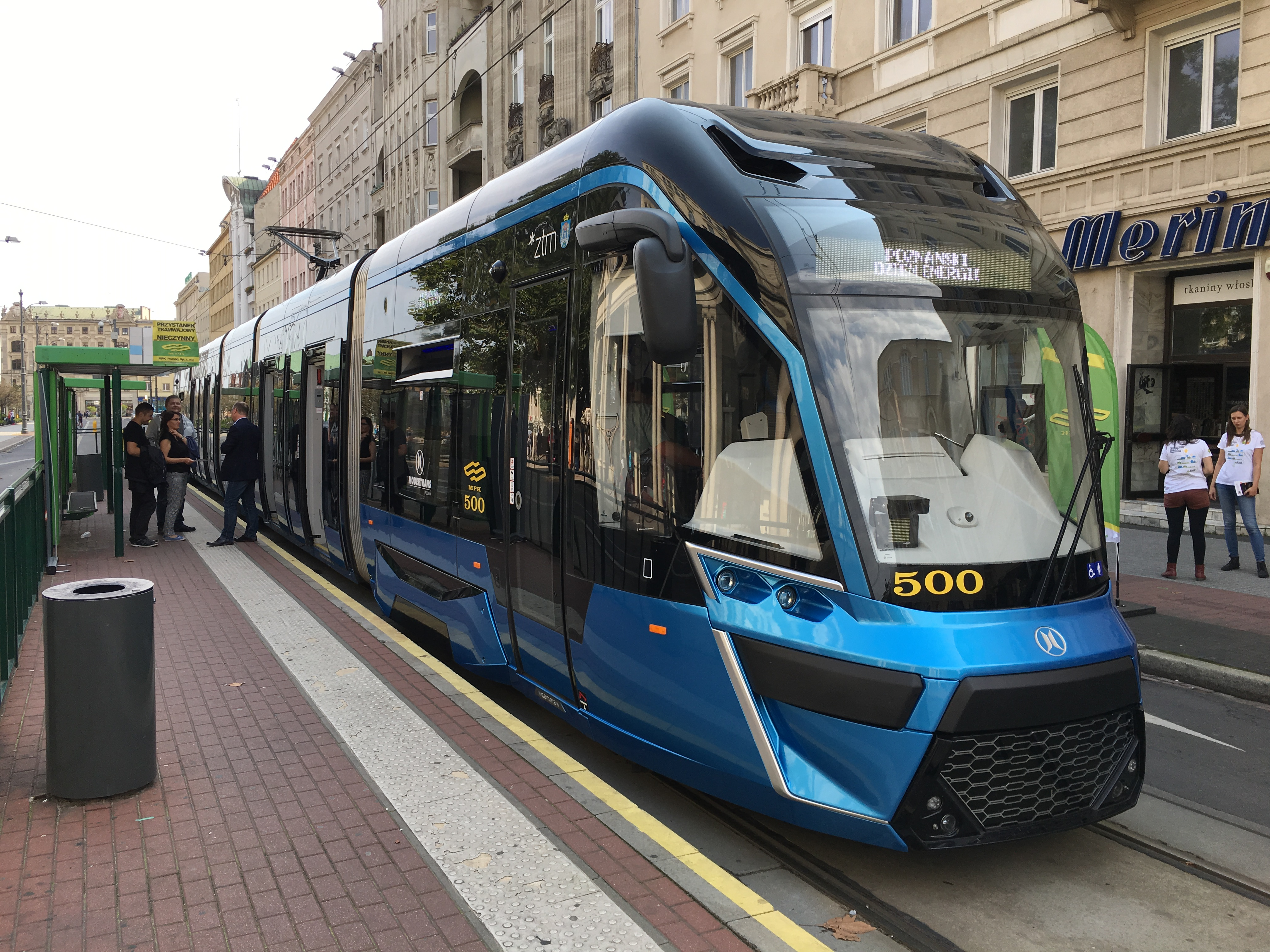
モデルス・ガンマ（LF01AC） （2017年撮影）
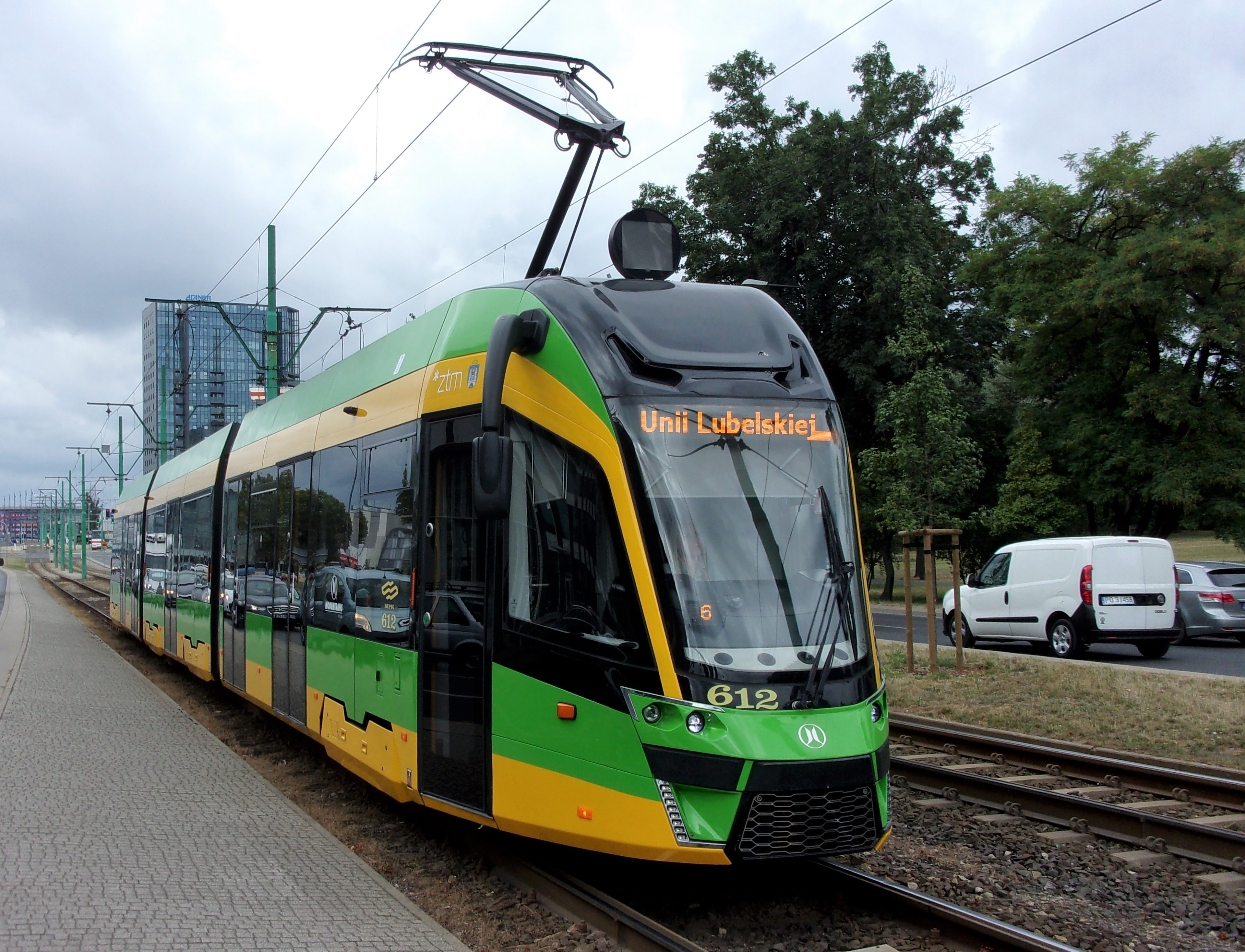
モデルス・ガンマ（LF02AC） （2021年撮影）
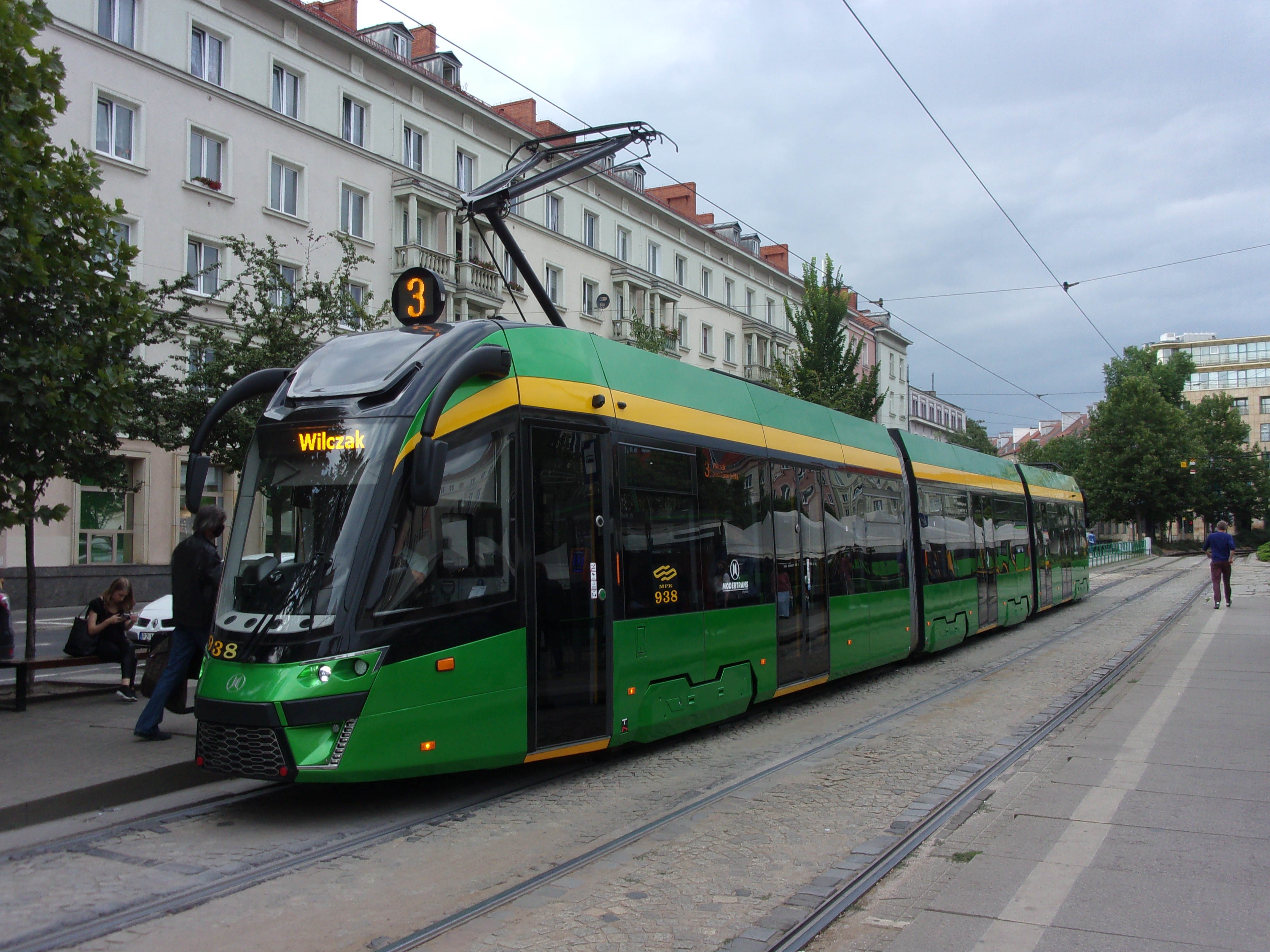
モデルス・ガンマ（LF03ACBD） （2021年撮影）

### 動態保存車両
ポズナン市電には営業運転から撤退した複数の車両が保存用として在籍し、0号線やH号線を用いた保存運転やイベント時の走行に用いられている。そのうち、ポズナン市電で動態保存運転を実施している車両について以下に記す。これらの車両は歴史的なバスと共にポズナン市交通会社と鉄道車両愛好家協会（Klub Miłośników Pojazdów Szynowych、KMPS）による復元工事が行われており、2023年現在も複数の車両が復元待ちの状態にある。
| 形式                       | 車種        | 運転台   | 両数 | 備考                                                    |
| -------------------------- | ----------- | -------- | ---- | ------------------------------------------------------- |
| ヘルブラント製客車         | 2軸車       | なし     | 1両  | 付随車 シュヴェリーン市電からの譲渡車両(1915年譲渡)     |
| ベルギッシェ鉄鋼業社製電車 | 2軸車       | 両運転台 | 1両  | ポズナン市電最初の電車の1両                             |
| カール・ウェイヤー製電車   | 2軸車       | なし     | 1両  | 付随車                                                  |
| KSW                        | 2軸車       | 両運転台 | 1両  | 第二次世界大戦中に導入された戦時型車両 2022年に動態復元 |
| 4N                         | 2軸車       | 片運転台 | 1両  |                                                         |
| ND                         | 2軸車       | なし     | 2両  | 付随車                                                  |
| 102N                       | 2車体連接車 | 片運転台 | 1両  |                                                         |
| 102Na                      | 2車体連接車 | 片運転台 | 1両  |                                                         |
| 105N                       | ボギー車    | 片運転台 | 2両  | 2両編成で使用                                           |
| GT6                        | 2車体連接車 | 片運転台 | 1両  | フランクフルト市電からの譲渡車両                        |
| GT8                        | 3車体連接車 | 片運転台 | 1両  | フランクフルト市電からの譲渡車両                        |
| 3G                         | 3車体連接車 | 片運転台 | 1両  | アムステルダム市電からの譲渡車両                        |

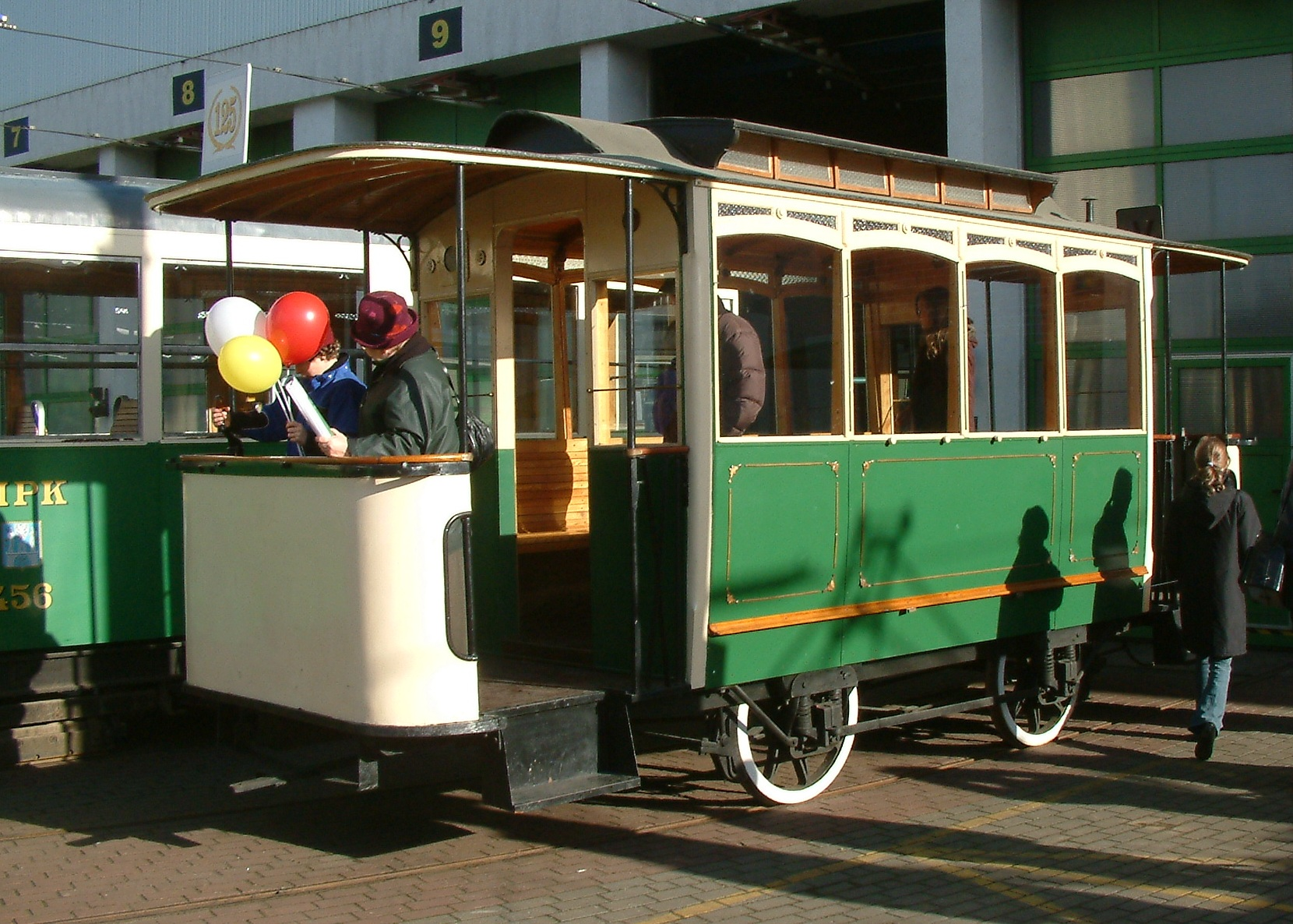
ヘルブラント製客車 （2007年撮影）
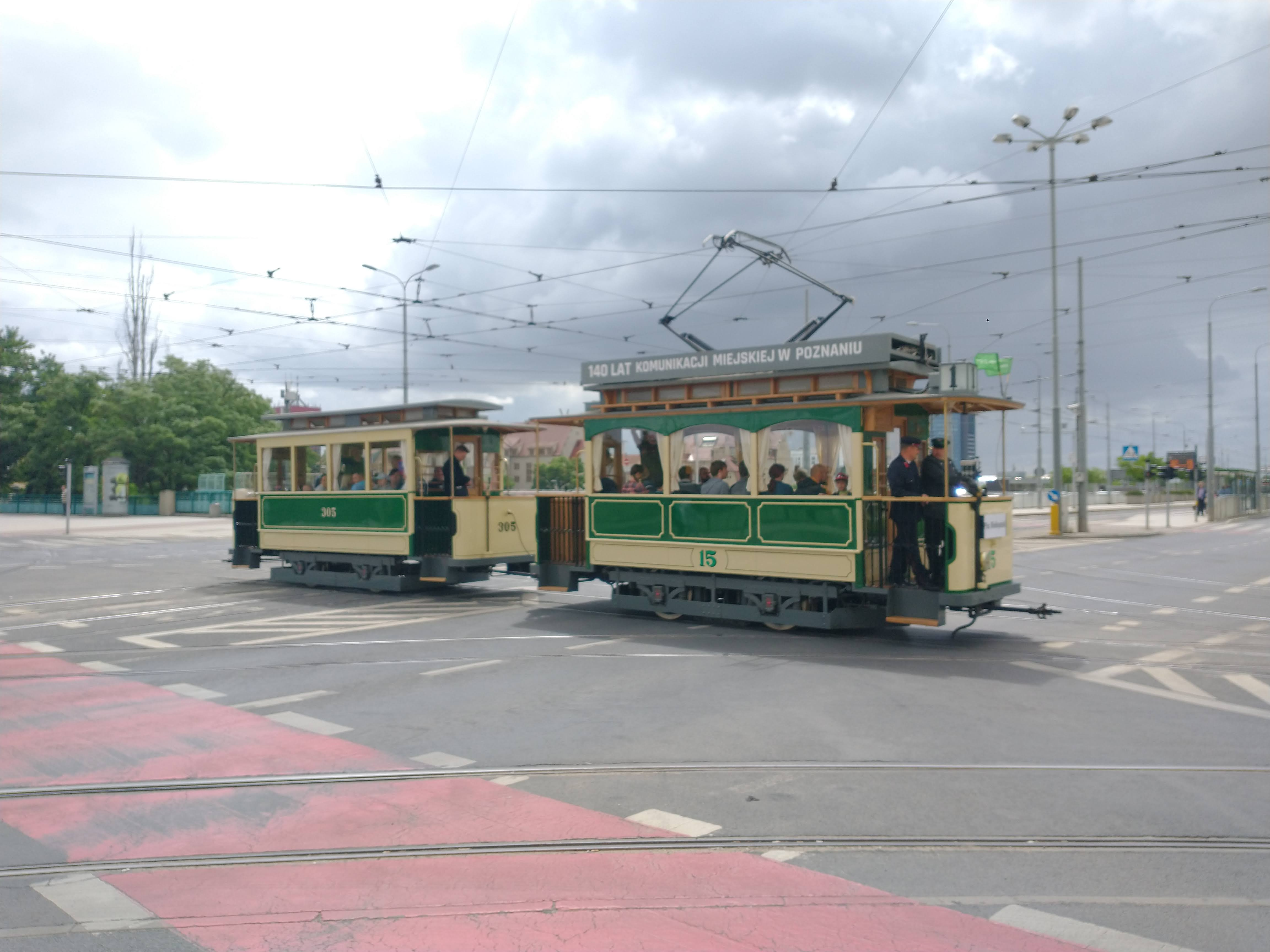
ベルギッシェ鉄鋼業製電車（右） （2022年撮影）
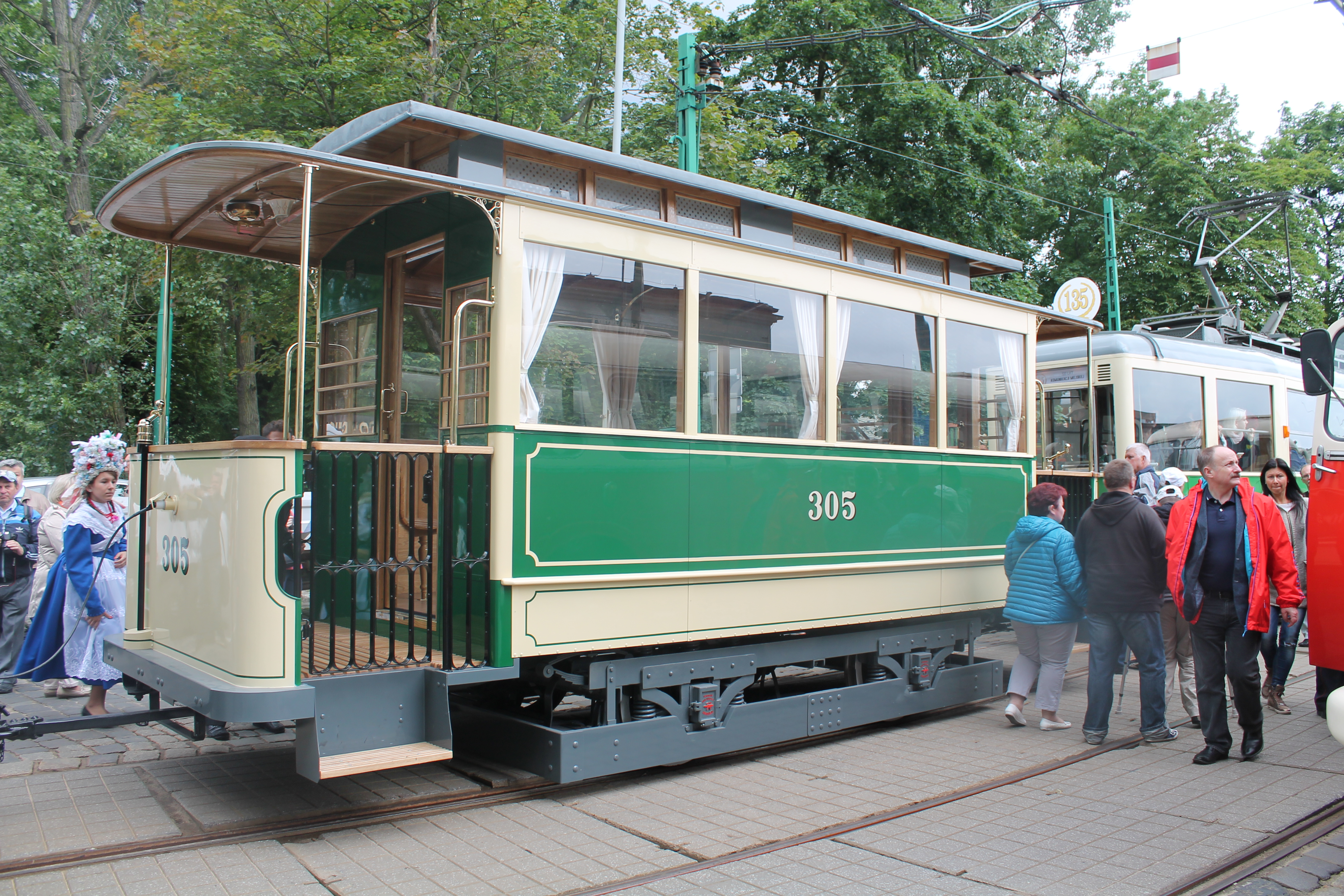
カール・ウェイヤー製電車 （2015年撮影）
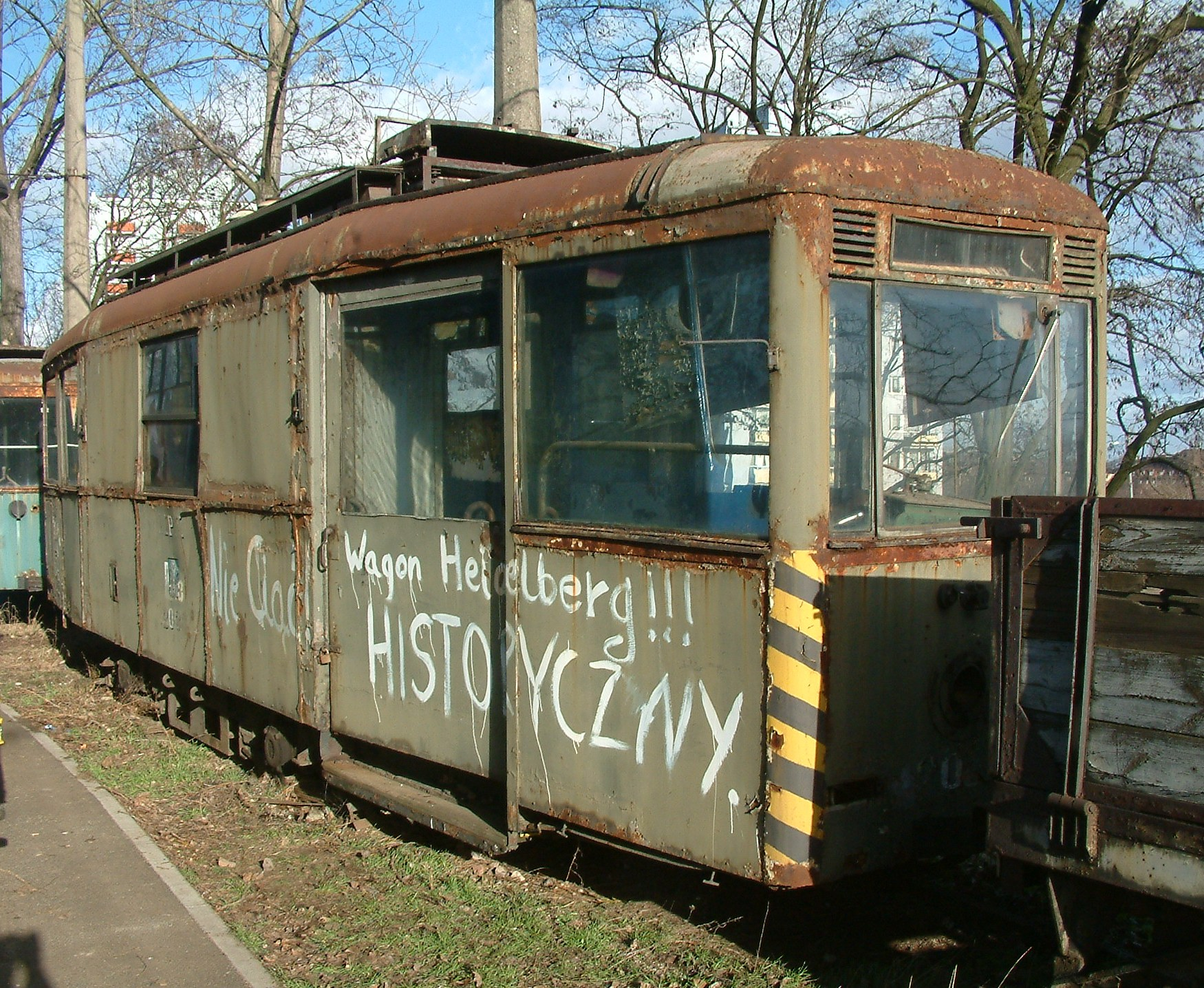
KSW（動態復元前） （2007年撮影）
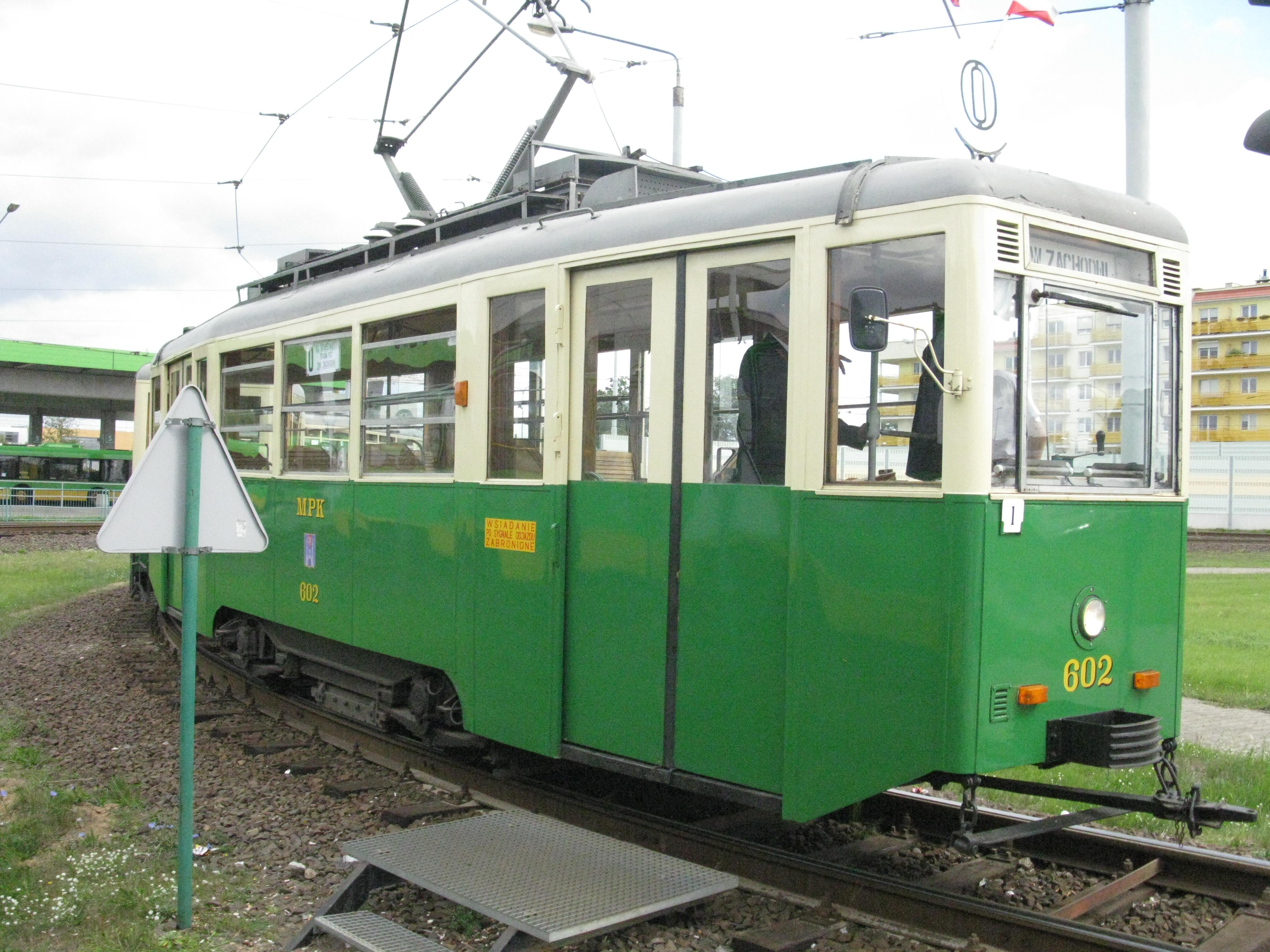
4N （2013年撮影）
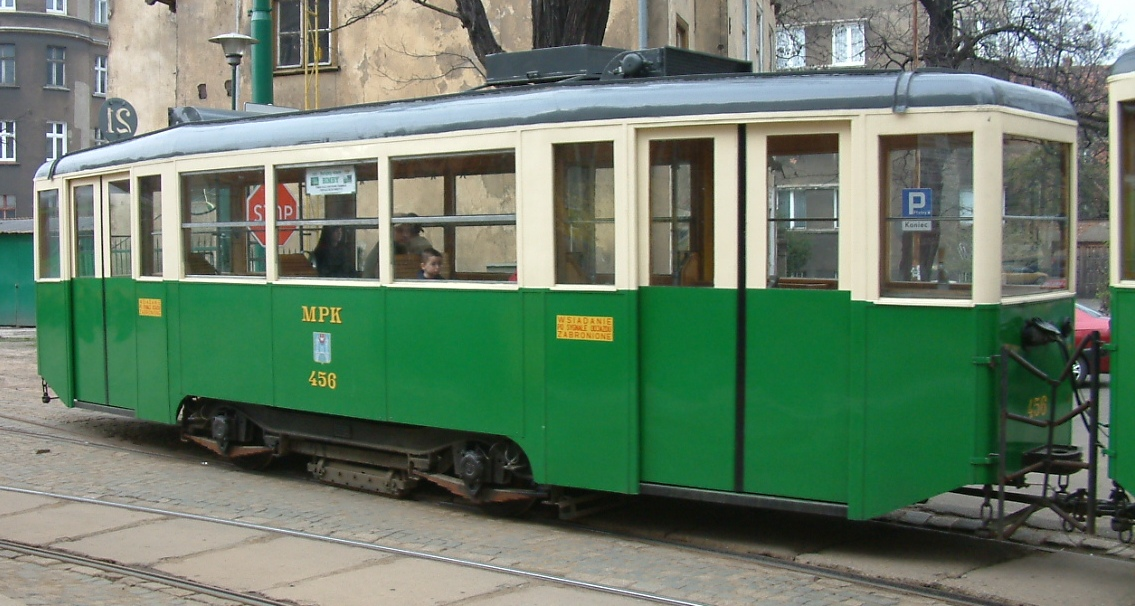
ND
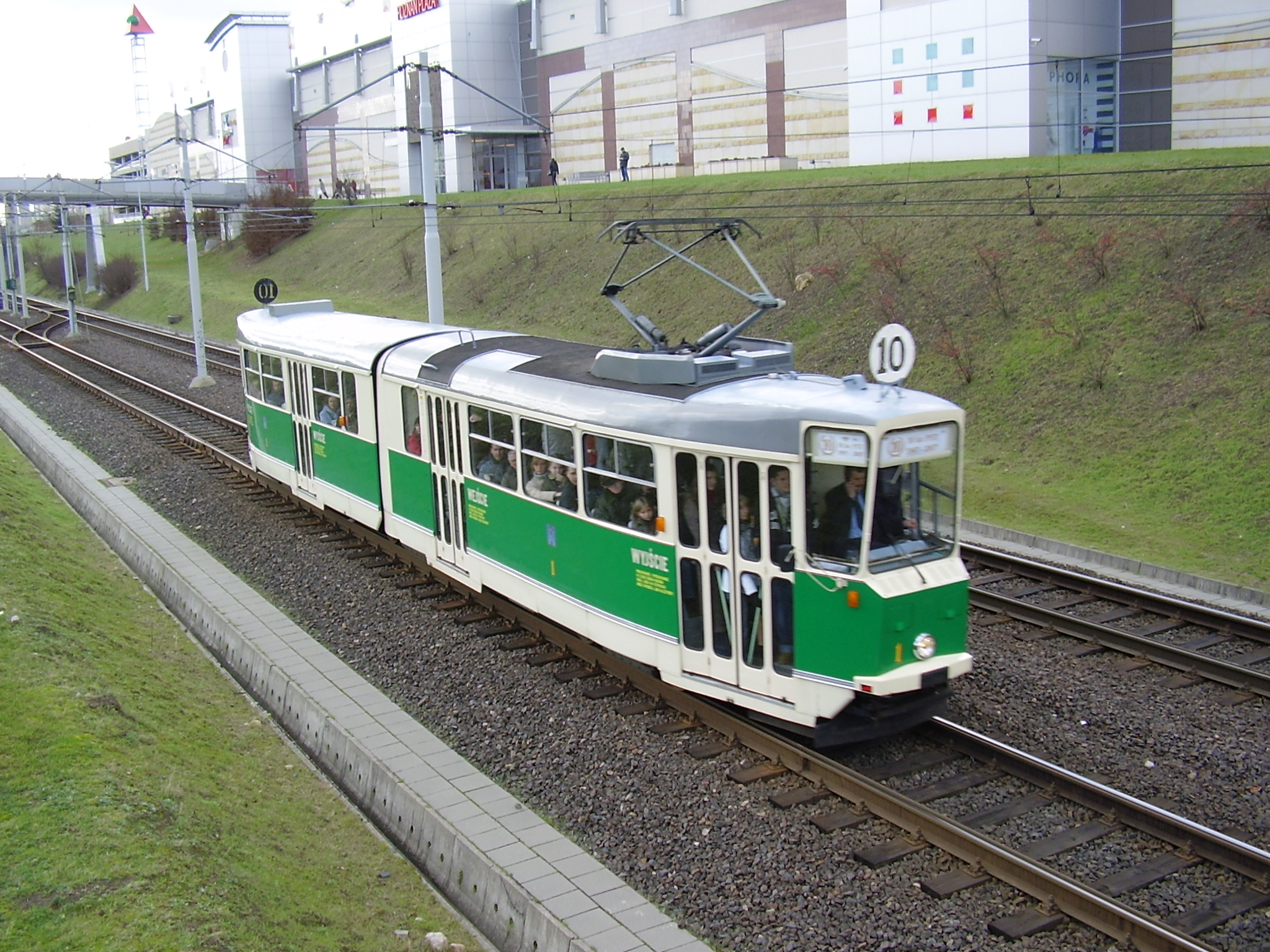
102N （2007年撮影）
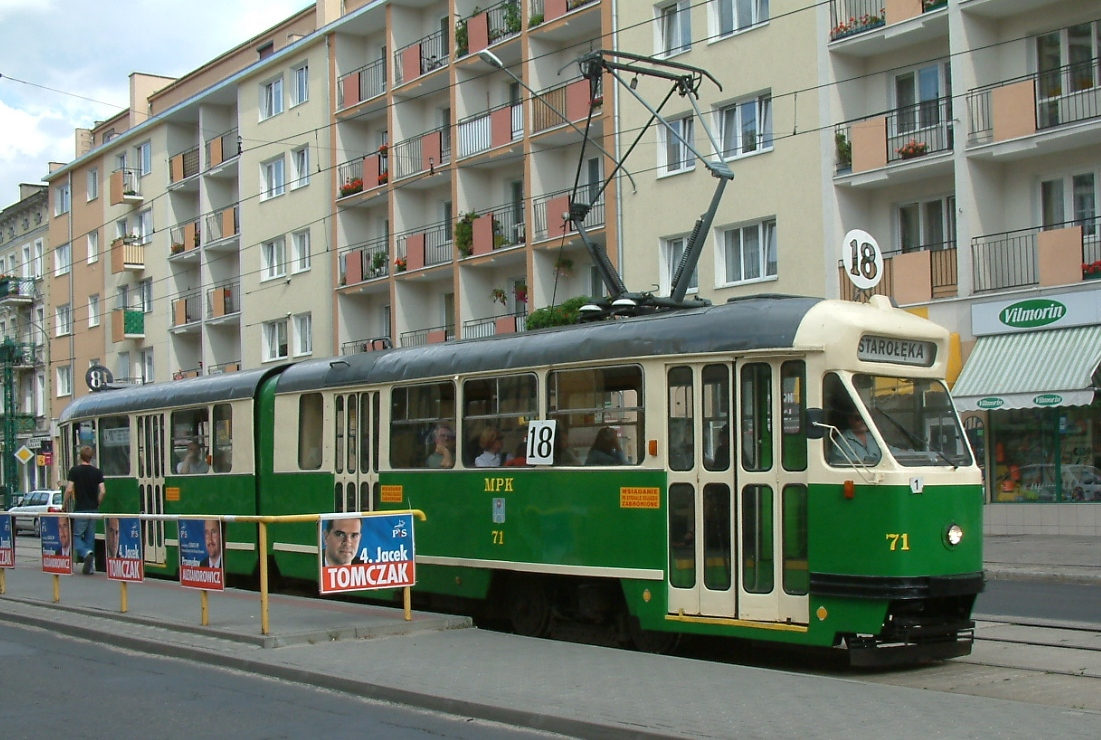
102Na （2005年撮影）
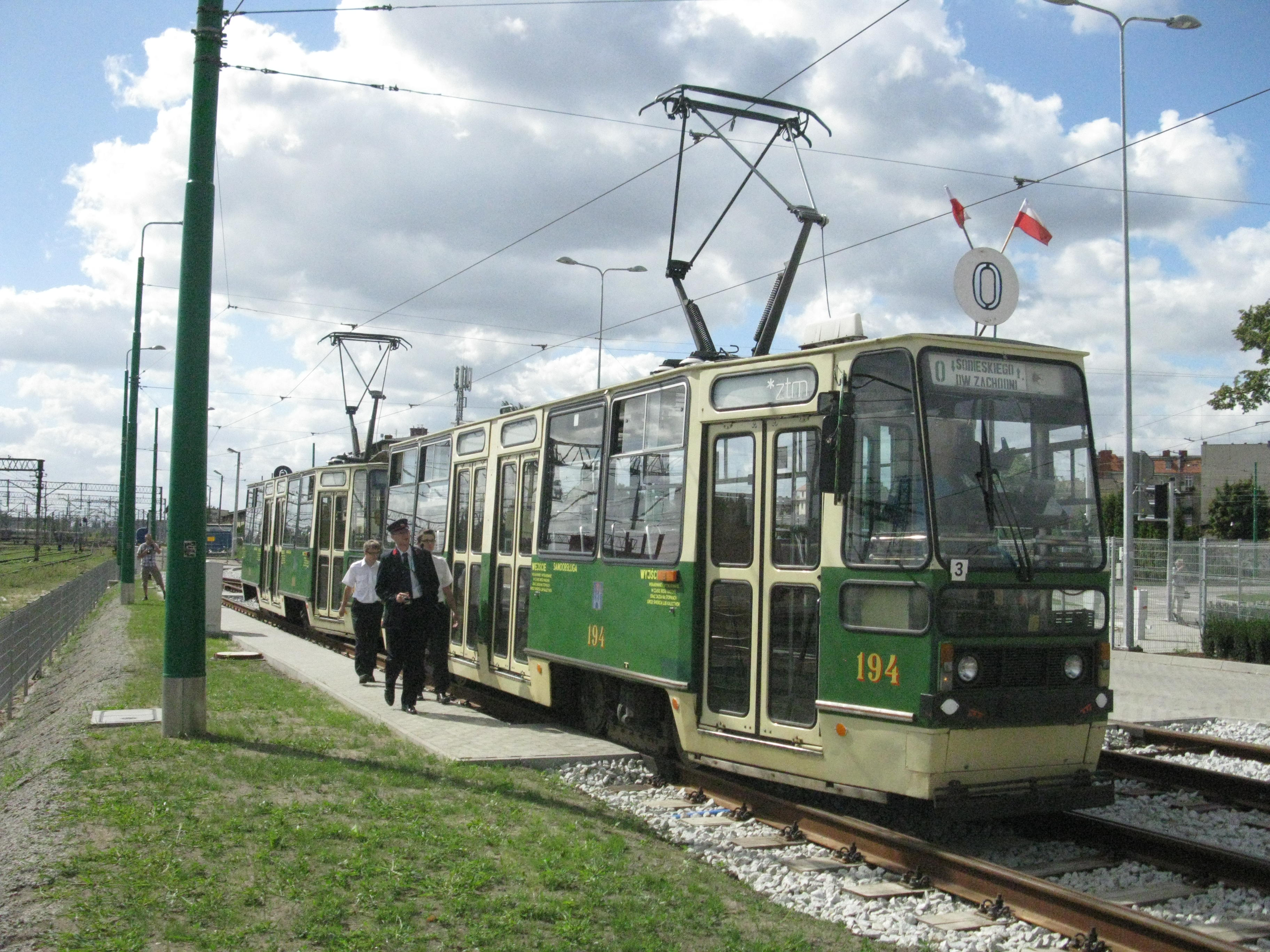
105N （2013年撮影）
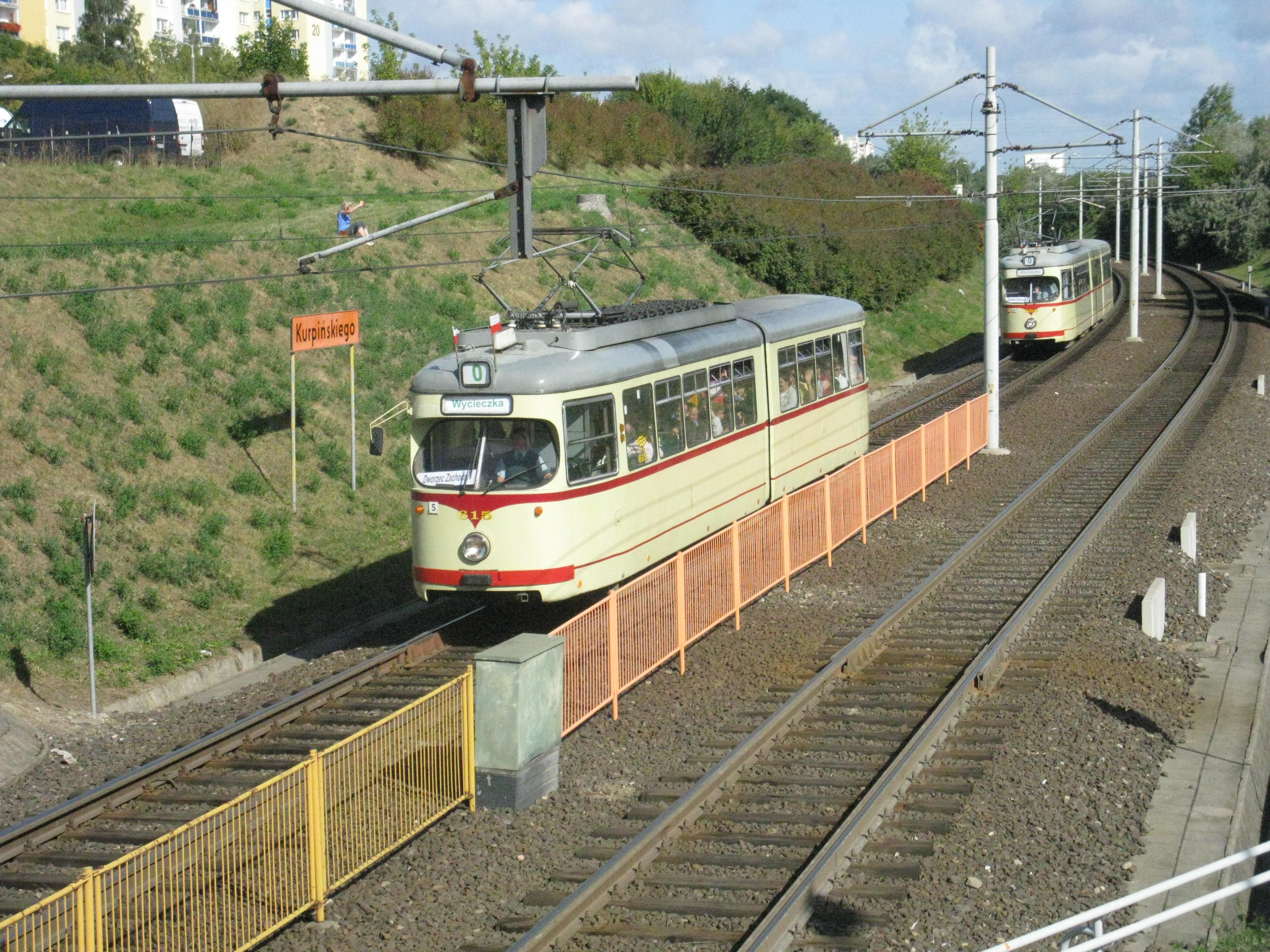
GT6（2013年撮影）
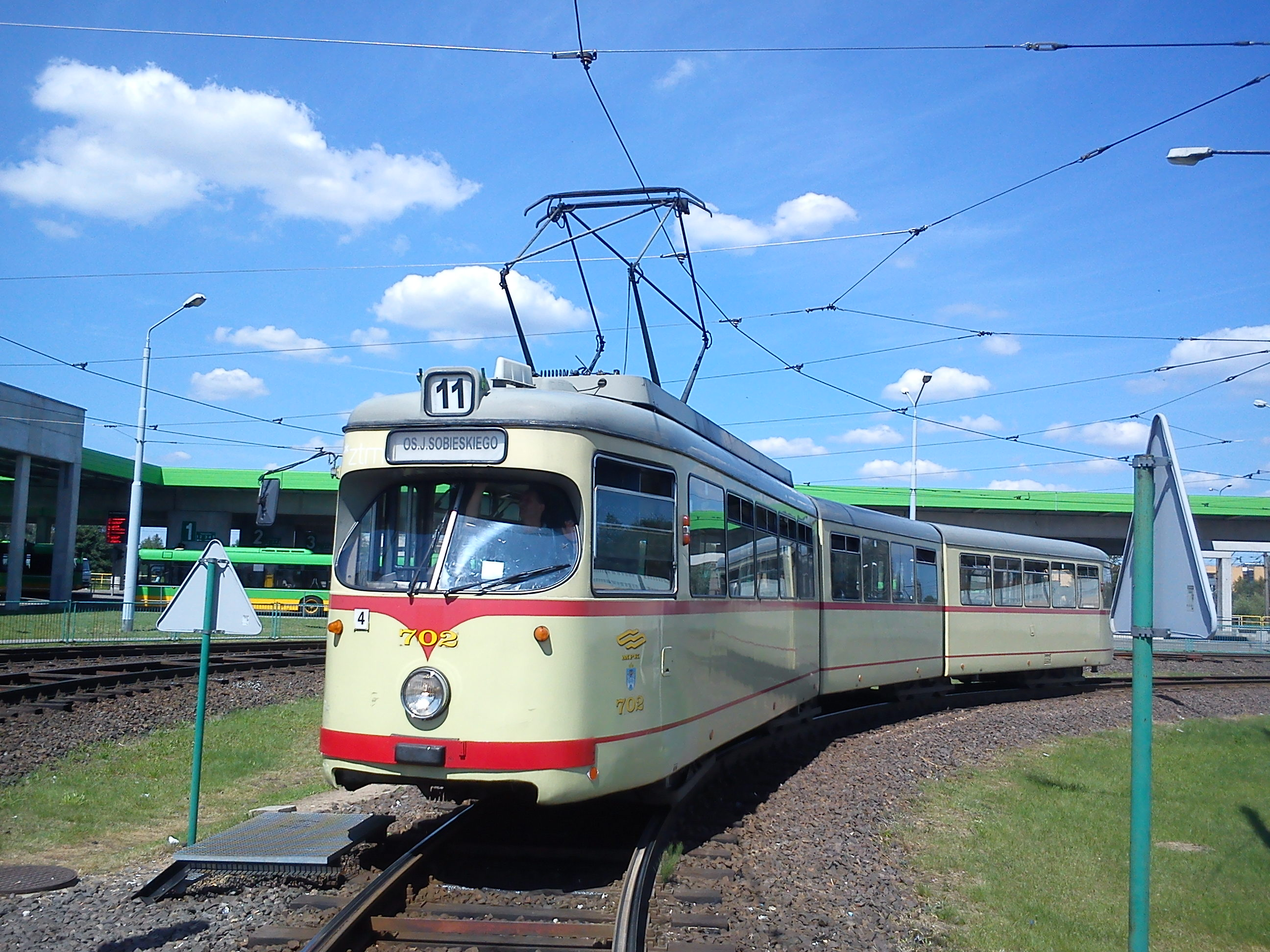
GT8 （2012年撮影）
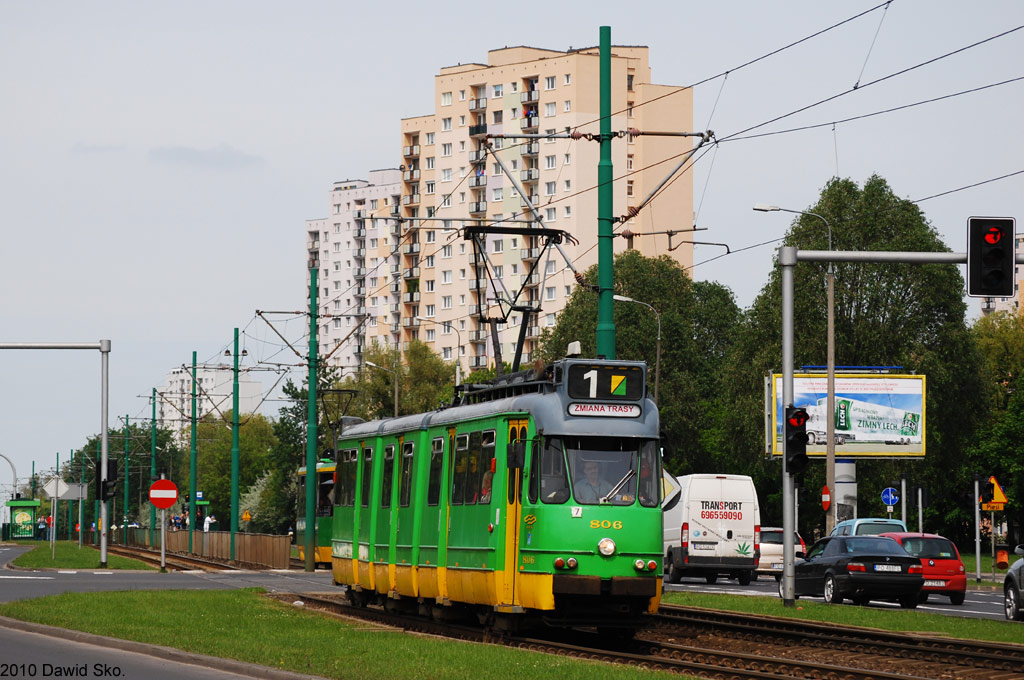
3G （2012年撮影）

### 過去の車両

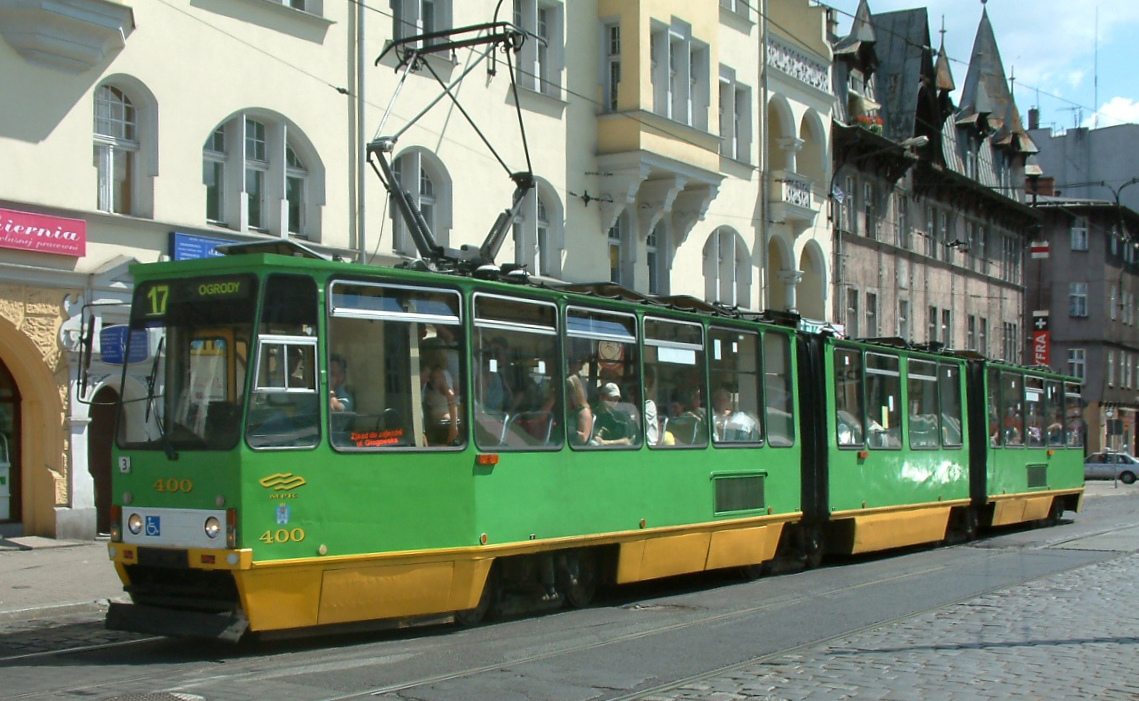
105N/2 105Nを改造した部分超低床電車 （2005年撮影）
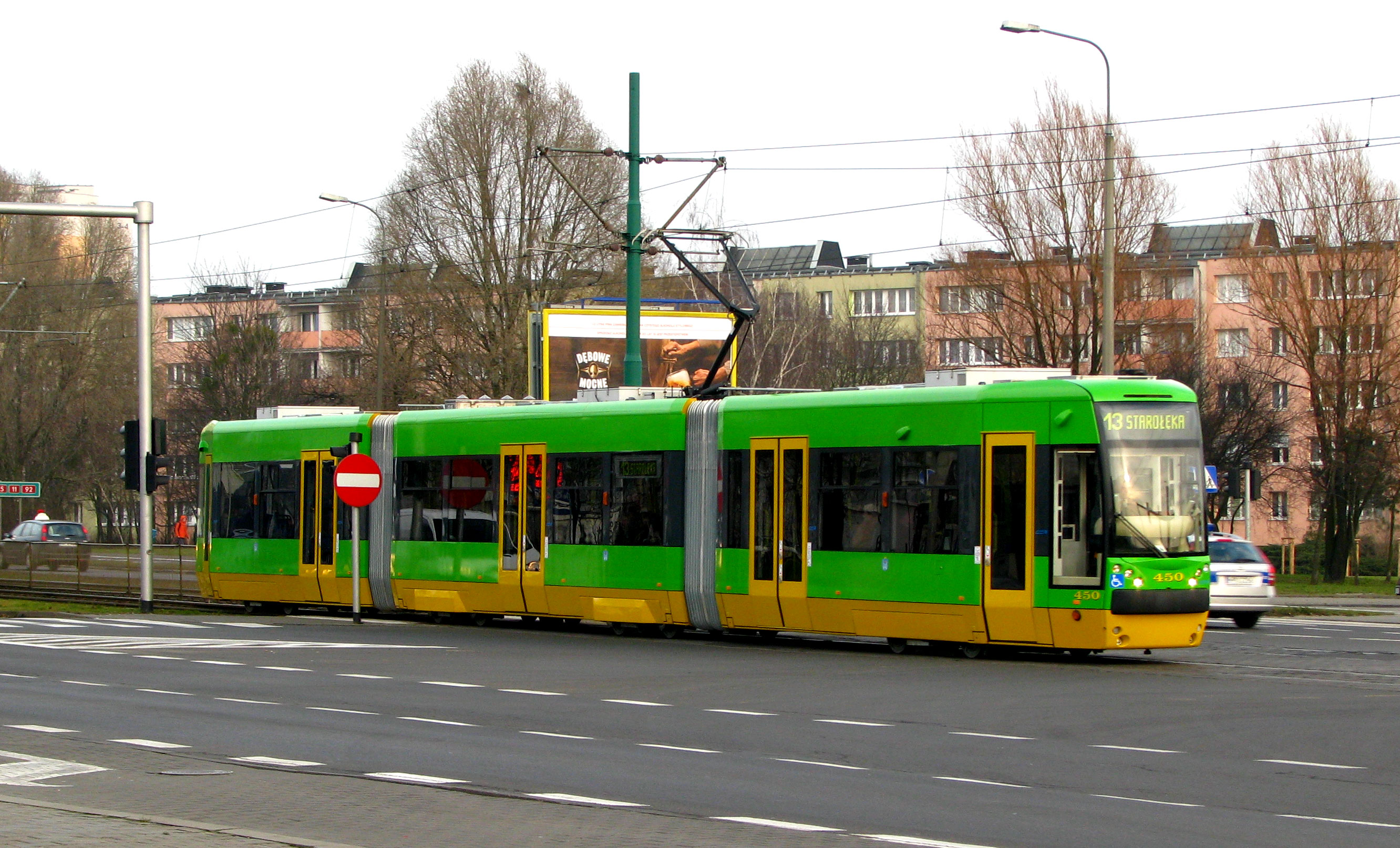
118N "ピューマ" 部分低床式の試作車 （2008年撮影）
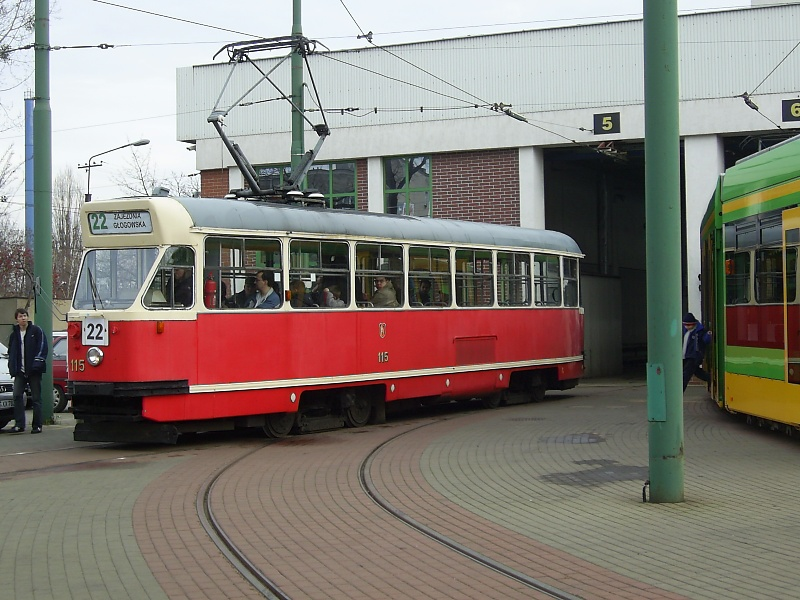
13N ワルシャワ市電から譲渡された保存用車両、2008年頃に故障により運用離脱 （2006年撮影）

## 参考資料
- Jan Wojcieszak (2003-9). “Komunikacja tramwajowa w Polsce” (PDF). TTS Technika Transportu Szynowego (Instytut Naukowo-Wydawniczy „SPATIUM” sp. z o.o):  31-50 2023年5月13日閲覧。.